# Zbrodnia w Palmirach
Zbrodnia w Palmirach – szereg zbiorowych egzekucji przeprowadzonych przez okupantów niemieckich, w pobliżu wsi Palmiry na obrzeżach Puszczy Kampinoskiej.
Między grudniem 1939 a lipcem 1941 funkcjonariusze SS i policji niemieckiej rozstrzelali w Palmirach około 1700 obywateli polskich, głównie narodowości polskiej i żydowskiej, przywiezionych zazwyczaj z warszawskich więzień i aresztów. Wśród zamordowanych znalazło się wielu przedstawicieli polskiej elity politycznej, intelektualnej i kulturalnej, których aresztowano w ramach tzw. Akcji AB. Palmiry stanowią najbardziej znany – obok Katynia – symbol martyrologii inteligencji polskiej w okresie II wojny światowej.

## Geneza

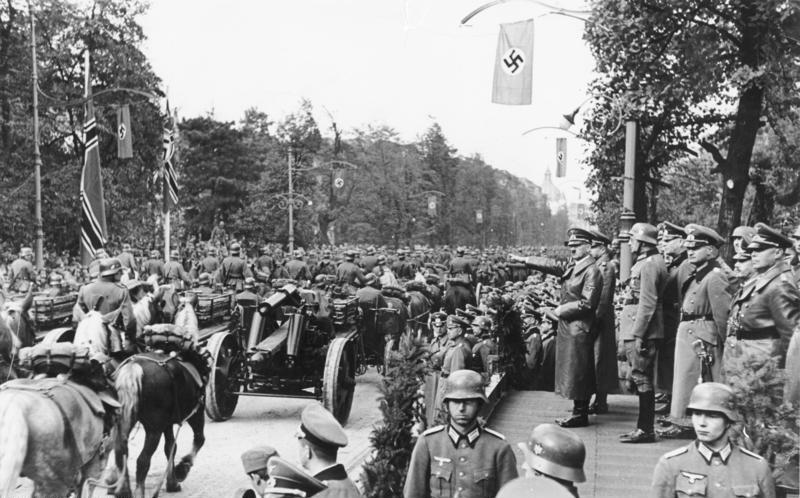
Hitler odbierający defiladę Wehrmachtu w Al. Ujazdowskich w Warszawie, 5 października 1939

W nazistowskich planach ujarzmienia narodu polskiego Warszawa zajmowała miejsce szczególne. Stolica stanowiła bowiem centrum polskiego życia politycznego, intelektualnego i kulturalnego. Znajdowało się tam ponad 900 szkół i uczelni różnych typów i stopni; około 200 muzeów, archiwów, bibliotek, sal teatralnych i kinowych, jak również ponad 900 świątyń różnych wyznań. W Warszawie ukazywało się także ponad 50% ogólnokrajowego nakładu czasopism, a liczba wykładowców uczelni i studentów stanowiła ok. 40% w skali całego kraju.
Od pierwszych dni okupacji Niemcy stosowali brutalny terror wobec ludności Warszawy, wymierzony w pierwszym rzędzie w przedstawicieli polskich elit politycznych i intelektualnych, społeczność żydowską oraz osoby w jakikolwiek sposób powiązane z rodzącym się ruchem oporu. Już 1 października 1939, w ślad za regularnymi oddziałami Wehrmachtu, do miasta wkroczyła tzw. Einsatzgruppe IV (dowódca: SS-Brigadeführer Lothar Beutel) – specjalna grupa operacyjna (Einsatzgruppen) niemieckiej policji bezpieczeństwa i służby bezpieczeństwa, której zadaniem było „zwalczanie wszystkich wrogich Rzeszy i Niemcom elementów na tyłach walczących wojsk” oraz „ujęcie osób niepewnych pod względem politycznym”, zwłaszcza tych, których nazwiska figurowały w tzw. Sonderfahndungsbuch Polen. Funkcjonariusze Einsatzgruppe IV niezwłocznie rozpoczęli masowe aresztowania i rewizje, których ofiarą padali przede wszystkim przedstawiciele inteligencji. Między innymi 8 października 1939 aresztowano 354 warszawskich księży katolickich i nauczycieli, gdyż władze okupacyjne uznały, że ze względu na postawę „pełną polskiego szowinizmu” stanowią oni dla Niemców „olbrzymie zagrożenie”.
Warszawskie więzienia i areszty – Pawiak, areszt śledczy przy ul. Daniłowiczowskiej, więzienie mokotowskie oraz piwnice gmachu Ministerstwa Wyznań Religijnych i Oświecenia Publicznego przy alei Szucha 25 (w którym ulokowana została siedziba Sicherheitspolizei) – rychło zapełniły się aresztowanymi. Wielu zatrzymanych zostało wywiezionych do niemieckich obozów koncentracyjnych, gdzie przeżył tylko znikomy procent. Jesienią 1939 w Warszawie i jej najbliższych okolicach doszło również do pierwszych mordów na Polakach, w tym żydowskiego pochodzenia. Niektóre z nich miały charakter jawny (m.in. głośna zbrodnia w Wawrze), inne były trzymane przez okupanta w tajemnicy. W pierwszych miesiącach okupacji potajemne egzekucje mieszkańców Warszawy odbywały się przede wszystkim na tyłach gmachu Sejmu RP (w tzw. ogrodach sejmowych), gdzie między październikiem 1939 a kwietniem 1940 funkcjonariusze SS i policji niemieckiej zamordowali co najmniej kilkaset osób.
Mordów dokonywanych w centrum milionowego miasta nie dało się jednak na dłuższą metę utrzymać w tajemnicy. W tej sytuacji Niemcy postanowili rozstrzeliwać więźniów politycznych w podwarszawskich lasach. Głównym miejscem kaźni stały się zwłaszcza okolice wsi Palmiry na obrzeżach Puszczy Kampinoskiej, gdzie przed wojną znajdowały się składy amunicji – zwane przez miejscową ludność „prochownią”.

## Pierwsze egzekucje w Palmirach

### Kalendarium

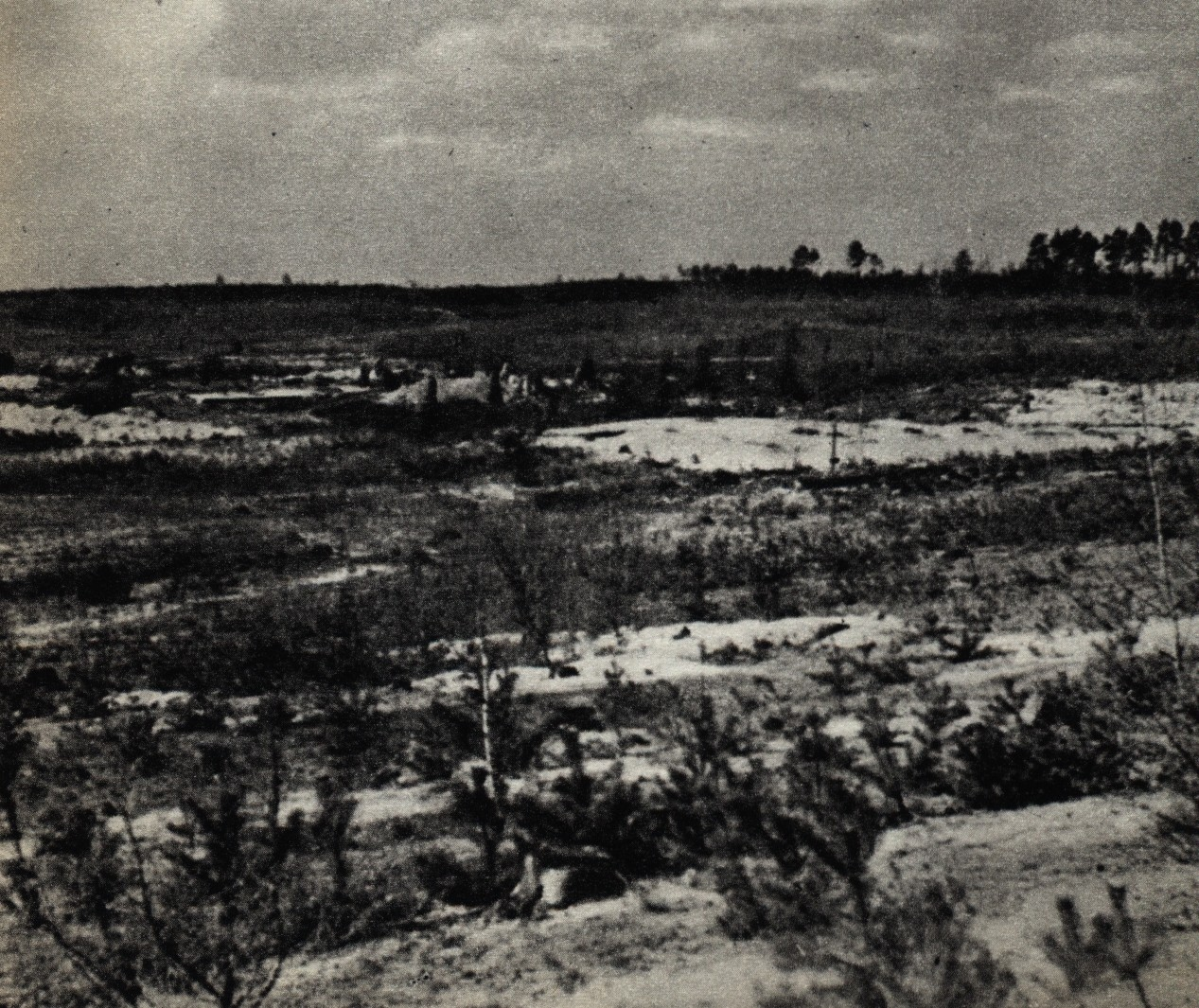
„Polana śmierci” w okolicach Palmir. Zdjęcie powojenne

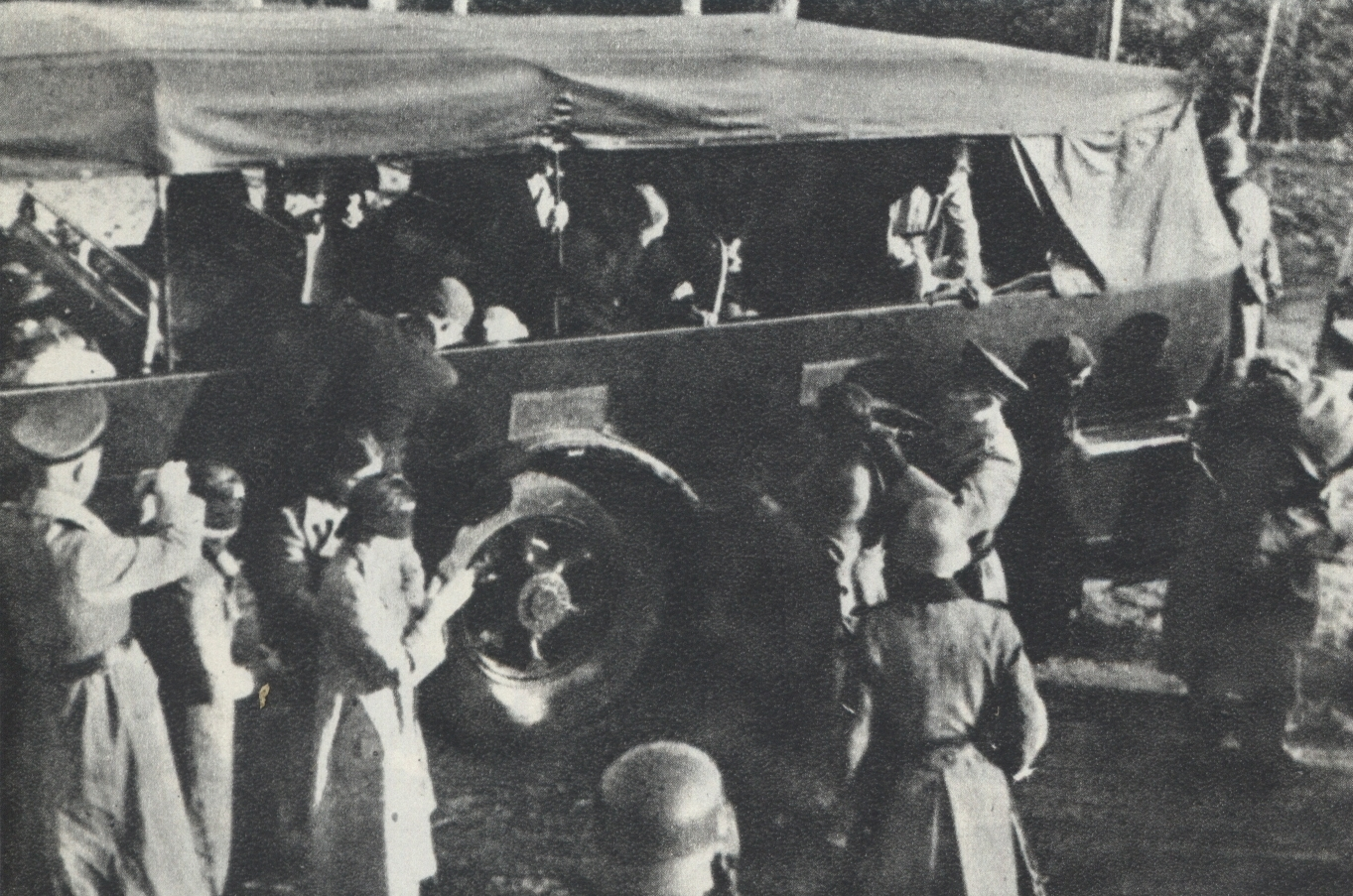
Przygotowania do egzekucji

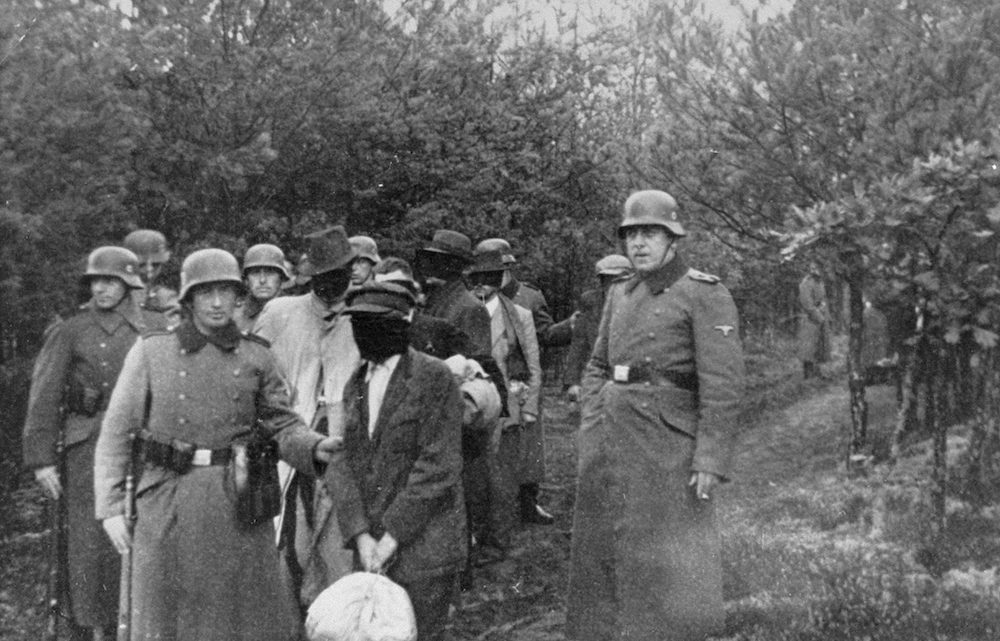
Więźniowie z zawiązanymi oczyma sfotografowani przed egzekucją

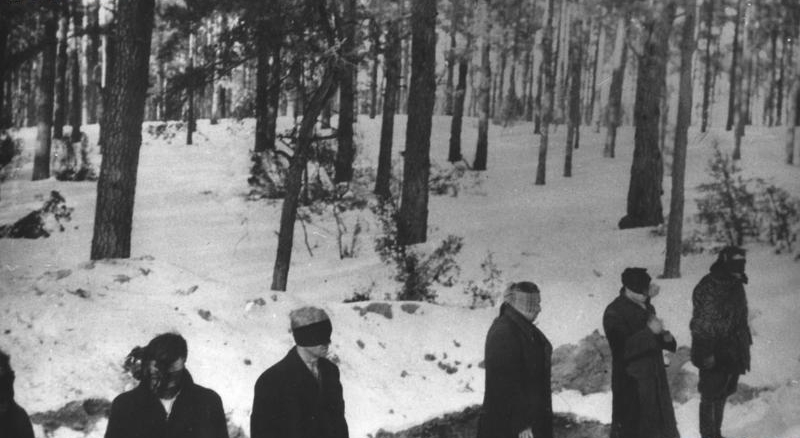
Egzekucja w Palmirach

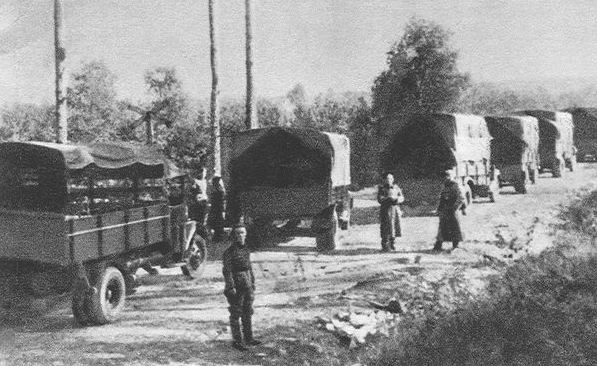
Po zakończonej egzekucji puste ciężarówki wracają do Warszawy

Nazwa „Palmiry”, którą nadano miejscu kaźni, nie jest do końca precyzyjna. Na miejsce egzekucji okupanci wybrali bowiem niewielką polanę położoną około 7 kilometrów od szosy modlińskiej – przy drodze do wsi Pociecha. Polanę dzieliła od centrum Warszawy odległość około 30 kilometrów. Przygotowania do akcji eksterminacyjnej były prowadzone przez Niemców bardzo starannie. Poprzez wycinkę okolicznych drzew teren polany stopniowo poszerzono do kilku kilometrów kwadratowych. Na kilka dni przed każdą egzekucją Niemcy przygotowywali tam zbiorowe mogiły, w których spocząć miały ciała ofiar. Kopaniem grobów zajmował się zazwyczaj oddział Arbeitsdienstu (pol. Służba Pracy), stacjonujący we wsi Łomna lub kwaterująca w pobliżu Palmir niemiecka młodzież z Hitlerjugend. Doły śmierci miały zwykle głębokość od 2,5 do 3 metrów, a ich długość osiągała 30 metrów lub więcej. Zwykle nadawano grobom kształt rowu przeciwlotniczego. Tylko dla mniejszych grup skazańców przygotowywano mogiły o nieregularnym kształcie – podobne do naturalnego zapadliska terenu lub leja po bombie.
Pierwsze egzekucje w Palmirach, na których temat zachowały się jakiekolwiek informacje miały miejsce 7 i 8 grudnia 1939 r. W tych dniach zamordowano w Palmirach kolejno 70 i 80 osób. Żołnierzy kompanii wartowniczej Wehrmachtu, która strzegła dawnych składów amunicyjnych poinformowano, że rozstrzelani byli Żydami. Nie sposób jednak potwierdzić tej informacji. 14 grudnia 1939 miała miejsce kolejna egzekucja. W Palmirach rozstrzelano wówczas 46 osób, w tym dwie kobiety. Część ofiar pochodziła z Pruszkowa. Zginął wówczas m.in. dyrektor tamtejszej szkoły – Stanisław Kalbarczyk. Do końca roku rozstrzelano jeszcze na polanie śmierci około 70 osób.
W styczniu i lutym 1940 miały miejsce w Palmirach liczne zbiorowe egzekucje, które związane były ze sprawą dekonspiracji podziemnej Polskiej Ludowej Akcji Niepodległościowej (PLAN) oraz brawurową ucieczką z aresztu Gestapo jednego z jej przywódców – Kazimierza Andrzeja Kotta. Po ucieczce Kotta (14 stycznia 1940) Niemcy przeprowadzili w Warszawie zakrojone na szeroką skalę aresztowania. W więzieniach znalazły się setki ludzi, w tym 255 intelektualistów narodowości żydowskiej. Tydzień później rozstrzelano w Palmirach 80 osób (w tym dwie kobiety). Wśród zamordowanych znalazł się proboszcz parafii Najświętszego Zbawiciela w Warszawie, ksiądz Marceli Nowakowski (poseł na Sejm RP, publicysta) oraz 36 osób narodowości żydowskiej (m.in. adwokat Ludwik Dyzenhaus i stomatolog Franciszek Sturm). Kolejnych 118 osób – w większości Żydów zatrzymanych w ramach represji po ucieczce Kotta – prawdopodobnie rozstrzelano tam w pierwszych miesiącach 1940. Ponadto dr Maria Wardzyńska podaje, iż w Palmirach zamordowano w tym okresie również ok. 40 mieszkańców Zakroczymia, w tym burmistrza Tadeusza Henzlicha (styczeń 1940).
Kolejna wielka egzekucja w Palmirach miała miejsce 26 lutego 1940. Rozstrzelano wówczas blisko 190 osób (w tym sześć kobiet) – w przeważającej większości mieszkańców Legionowa i okolicznych miejscowości (Henryków, Jabłonna). Zostali oni zamordowani przez okupantów w odwecie za zabicie przez nieznanych sprawców niemieckiego burmistrza Legionowa, Marilkego (24 lutego 1940).
Wiosną 1940 w Palmirach miały miejsce kolejne zbiorowe mordy. 2 kwietnia 1940, w odwecie za zabójstwo dwóch żołnierzy niemieckich, rozstrzelano tam blisko 100 osób (w tym 27 kobiet) przywiezionych z Pawiaka i więzienia mokotowskiego. Wśród zamordowanych znaleźli się m.in.: ksiądz prefekt Jan Krawczyk – dr teologii, proboszcz parafii w Wilanowie; Bogumił Marzec – adwokat; Stefan Napierski – krytyk, poeta, wydawca miesięcznika literackiego „Ateneum”; Bohdan Offenberg – wicedyrektor Funduszu Pracy; Zbigniew Rawicz-Twaróg – kapitan WP, członek dowództwa organizacji PLAN; Jacek Szwemin – architekt. Być może śmierć poniósł wówczas także Ignacy Solarz – działacz ruchu ludowego, założyciel Uniwersytetów Ludowych. Z kolei 23 kwietnia 1940 w Palmirach rozstrzelano 34 mężczyzn w wieku od 17 do 60 lat, aresztowanych po starciu niemieckiej policji z polskimi konspiratorami, do którego doszło niecały miesiąc wcześniej przy ulicy Sosnowej w Warszawie. Zamordowanych nie łączyło z tą sprawą nic poza faktem, że zamieszkiwali w tym samym domu, w którym doszło do strzelaniny.
Egzekucja mieszkańców domu przy ulicy Sosnowej zamknęła pierwszy etap akcji eksterminacyjnej w Palmirach. Między grudniem 1939 a kwietniem 1940 funkcjonariusze SS i policji niemieckiej zamordowali tam (w zależności od źródeł) od ponad 700, do blisko 900 osób. Dr Maria Wardzyńska wskazuje Palmiry jako miejsce, w którym mógł zostać wówczas zamordowany ostatni przedwojenny prezydent Warszawy – Stefan Starzyński.

### Modus operandi sprawców

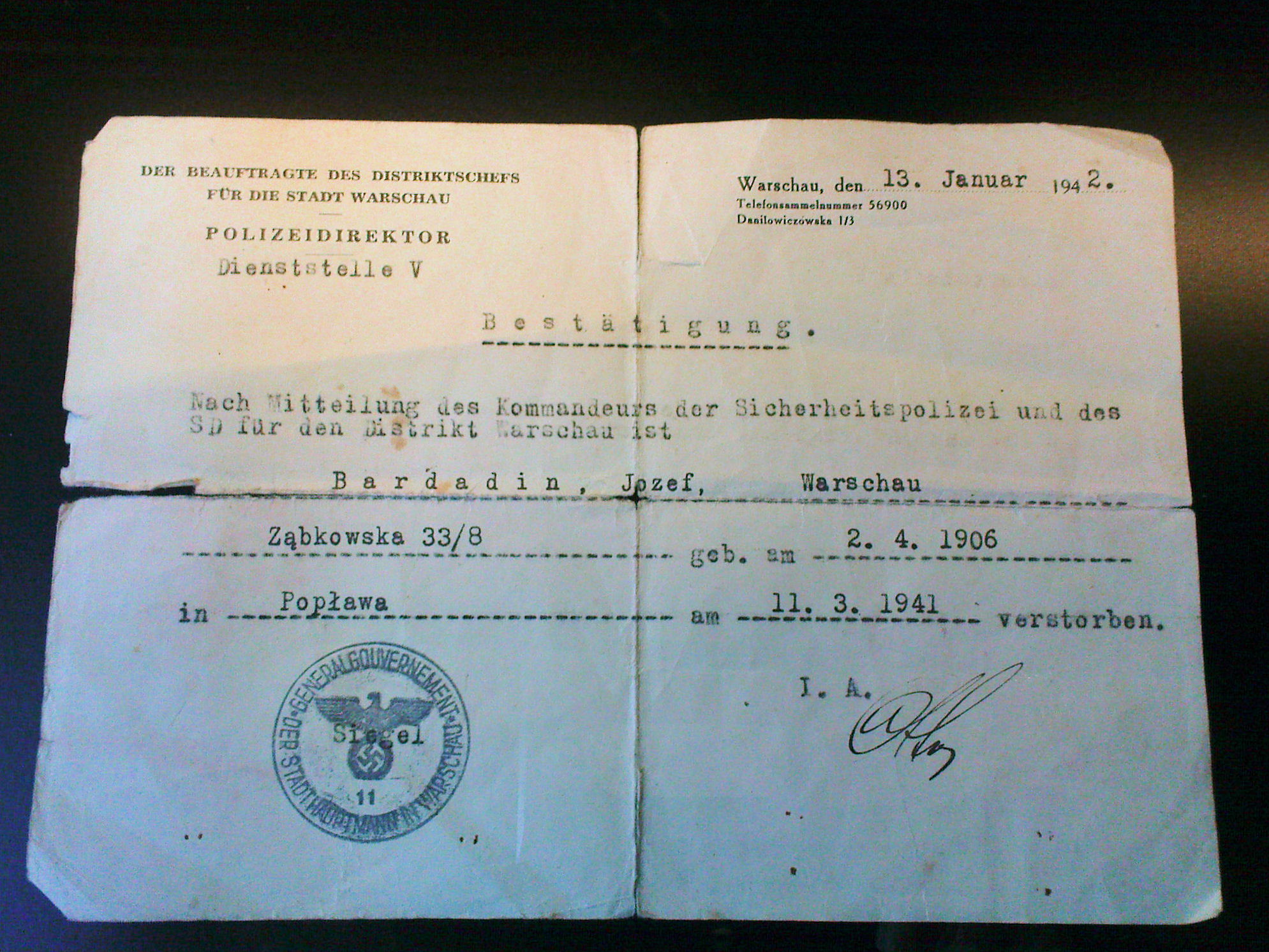
Urzędowe zawiadomienie o śmierci wysłane przez władze niemieckie rodzinie inż. Józefa Bardadina

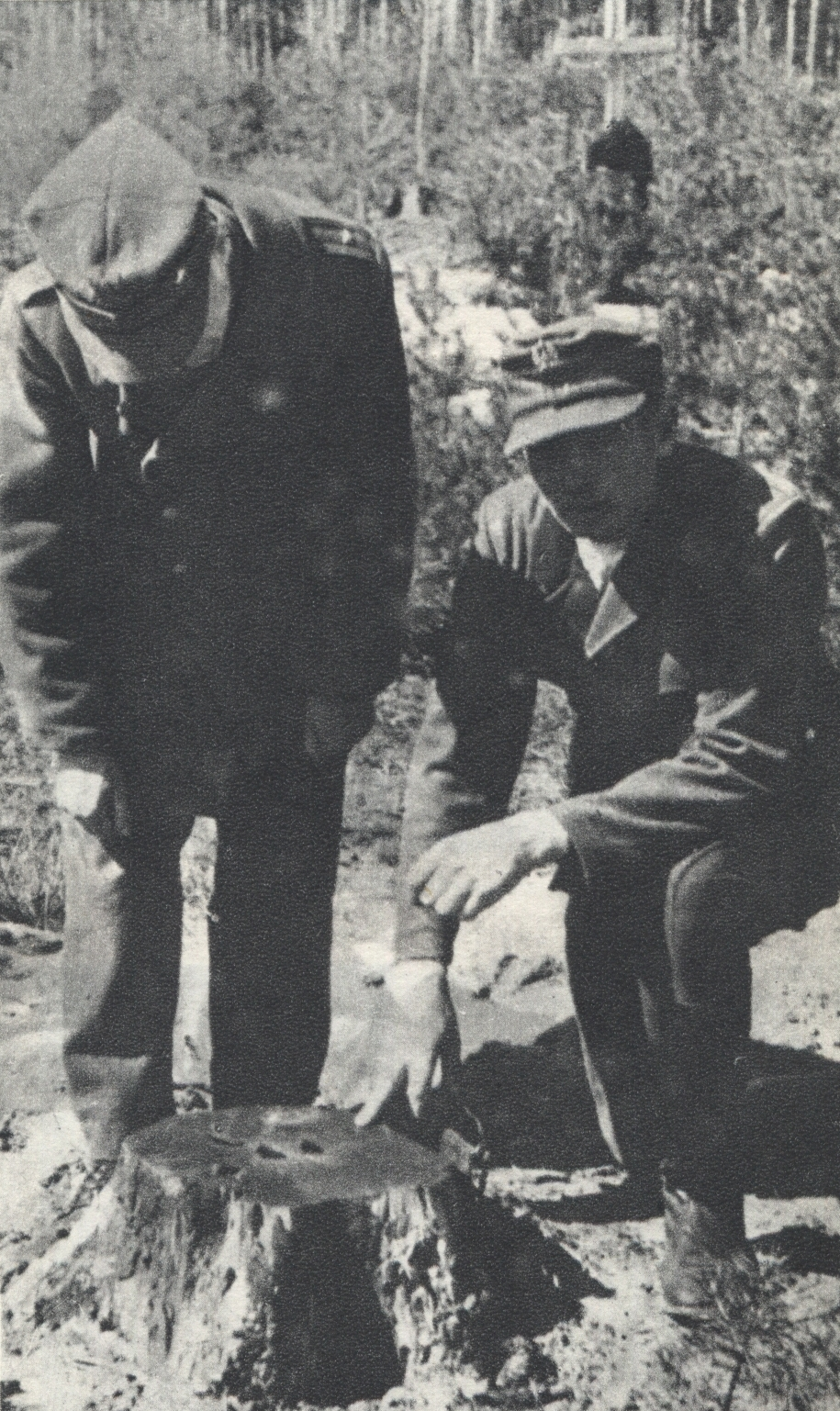
Gajowy Herbański wyjaśnia dr Stanisławowi Płoskiemu sposób potajemnego oznaczania mogił. 1946

Egzekucje dokonywane w Palmirach przebiegały zazwyczaj według podobnego schematu. Skazańców przywożono na miejsce straceń samochodami ciężarowymi – najczęściej z Pawiaka, rzadziej z więzienia mokotowskiego. Transporty wyruszały zazwyczaj o świcie, aby wytworzyć w ofiarach przekonanie, że są wywożone do obozu koncentracyjnego. Chcąc jeszcze bardziej utwierdzić skazańców w nieświadomości co do oczekującego ich losu, Niemcy pozwalali im zabierać ze sobą rzeczy osobiste oraz paczki z żywnością. Niekiedy wydawano im także dodatkowe porcje chleba (rzekomo na czas podróży) oraz pozwalano odebrać rzeczy i dokumenty z więziennego depozytu. Początkowo metody te były na tyle skuteczne, że więźniowie nie zdawali sobie sprawy z celu wywózki i nie stawiali żadnego oporu. Później, gdy wiedza o dokonywanej w Palmirach zbrodni stała się powszechna, niektórzy skazańcy wyrzucali z samochodów kartki, książeczki do nabożeństwa lub drobiazgi osobiste, w nadziei że zdołają w ten sposób poinformować kogoś o swoim losie. Podczas ekshumacji przy niektórych ciałach znajdowano nawet karteczki ze słowami „rozstrzelany w Palmirach”, napisane przez ofiary na krótko przed egzekucją.
Na miejscu straceń więźniom odbierano bagaż, lecz zazwyczaj nie pozbawiano ich dokumentów lub osobistych drobiazgów, które posiadali przy sobie. Żydom pozwalano zatrzymać opaski z Gwiazdą Dawida, a pracownikom sanitariatu – opaski Czerwonego Krzyża. Czasami ofiary krępowano lub zawiązywano im oczy. Skazańców prowadzono następnie na skraj grobów i tam rozstrzeliwano ogniem broni maszynowej w ten sposób, że ciała wpadały bezładnie do mogił. Dających oznaki życia dobijano strzałami z broni krótkiej. Zdarzały się również wypadki grzebania rannych żywcem. Czasami Niemcy ustawiali skazańców nad skrajem grobu, każąc im trzymać za plecami długi drąg lub drabinę. Następnie po oddaniu salwy opuszczano tego typu podpórkę, pozwalając ciałom spaść do grobu i ułożyć się w równą warstwę. Egzekucje w Palmirach były przeprowadzane przez żołnierzy kwaterującego w Warszawie 1. pułku kawalerii SS (1. SS-Totenkopf-Reiterstandarte), a dokładnie jego 1. szwadronu oraz jednostki sztabowej. Uczestniczyli w nich również funkcjonariusze policji ochronnej (niem. Schutzpolizei). Z kolei funkcjonariusze Gestapo podlegli dowódcy SD i policji bezpieczeństwa w Warszawie (KdS) SS-Standartenführerowi Josefowi Meisingerowi przeprowadzali masowe aresztowania i sprawowali ogólny nadzór nad przebiegiem akcji eksterminacyjnej.
Niemcy dokładali wszelkich starań, aby prawda o zbrodni dokonywanej w Palmirach nie wyszła na światło dzienne. Po każdej egzekucji starannie maskowali zbiorowe mogiły mchem i igliwiem, a następnie sadzili na ich miejscu młode sosny. Rodziny zamordowanych za pomocą lakonicznych zawiadomień informowano o śmierci krewnego „z przyczyn naturalnych” (najczęściej jako powód podawano atak serca). Ponadto Niemcy starali się zabezpieczyć okolice „polany śmierci”. Stale operowały tam policyjne patrole, a w dniu egzekucji zwalniano do domów pracujących w pobliżu polskich robotników leśnych. Pierwsze egzekucje w Palmirach były przez Niemców fotografowane, celem udokumentowania przebiegu akcji likwidacyjnej. Zaprzestano tej praktyki dopiero na skutek wyraźnego zakazu wydanego przez Meisingera w dniu 3 maja 1940.
Mimo podjętych przez Niemców środków ostrożności, miejscowa ludność – w szczególności leśnicy oraz mieszkańcy Palmir i Pociechy – wielokrotnie miała okazję obserwować nadjeżdżające transporty oraz słyszeć dochodzące z polany strzały i jęki. Kilkukrotnie miejscowym Polakom udało się również dostrzec grupy skazańców prowadzonych nad mogiły. Duże zasługi dla odkrycia prawdy o zbrodni w Palmirach miał zwłaszcza nadleśniczy Adam Herbański oraz pozostali pracownicy służby leśnej. Bezpośrednio po egzekucji, zazwyczaj następnej nocy, udawali się oni na polanę śmierci, gdzie z narażeniem życia starali się oznaczyć miejsce lokalizacji masowych grobów. Dzięki temu polskie podziemie, a w ślad za nim szerokie kręgi ludności, dość szybko poznały prawdę o losie wywożonych do Palmir skazańców.

## Akcja AB

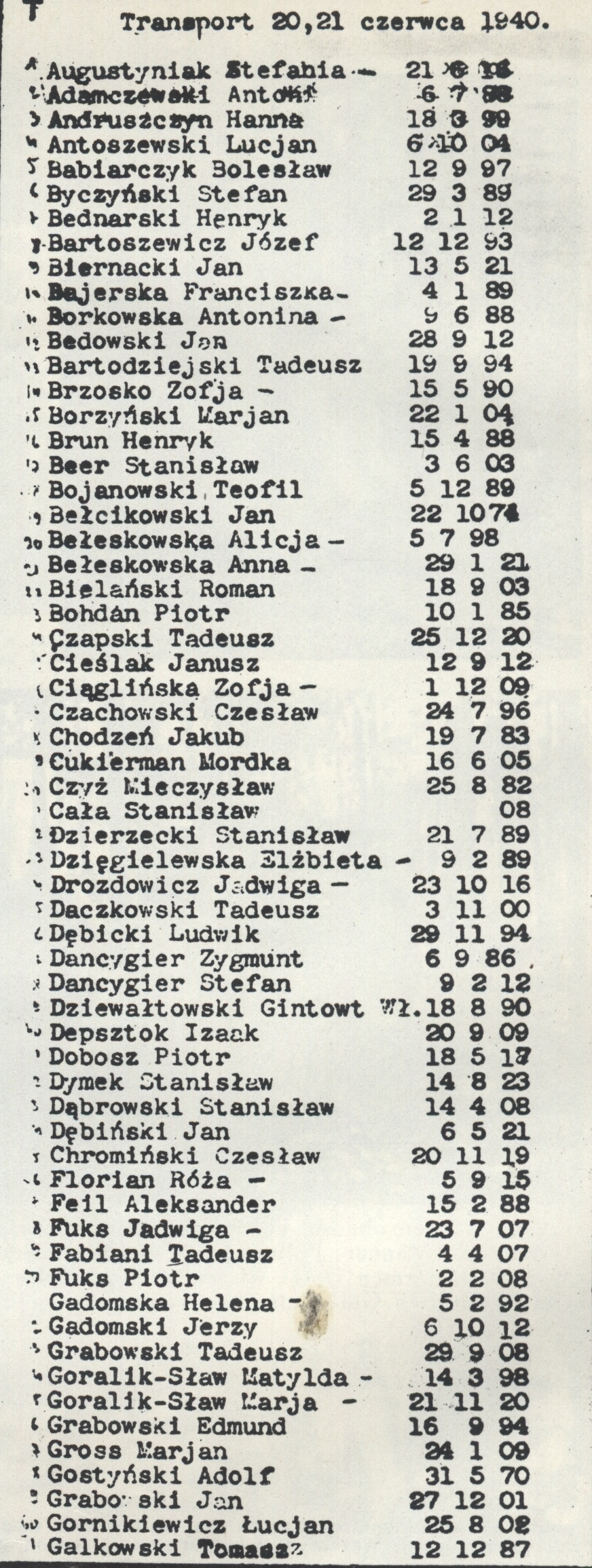
Gryps przemycony z Pawiaka, zawierający fragment listy z nazwiskami osób rozstrzelanych w dniach 20-21 czerwca 1940

Od pierwszych dni okupacji niemiecki terror wymierzony był przede wszystkim w przedstawicieli polskich elit politycznych i intelektualnych. Zgodnie z rasistowskim stereotypem Polaka panującym w III Rzeszy nazistowscy przywódcy wierzyli bowiem, że świadomość narodową posiada tylko polska inteligencja, natomiast lud zajmuje się głównie troską o codzienny byt i jest mu obojętny los państwa. Z tego powodu zakładano, że eksterminacja polskich elit pozwoli zniszczyć polską tożsamość narodową i przekształcić polskie społeczeństwo w bierną amorficzną masę, służącą w najlepszym razie jako niewykwalifikowana siła robocza dla III Rzeszy. Jako przeznaczoną do likwidacji inteligencję Niemcy nie uznawali jednak wyłącznie ludzi należących z powodu wykształcenia do określonej warstwy społecznej, lecz wszystkich tych, wokół których z racji ich aktywności i postawy mógł się rozwijać ruch oporu – a więc ludzi, których cechowała aktywność i umiejętności kierownicze. Planowano także likwidację osób cieszących się autorytetem w polskim społeczeństwie. Nazistowscy decydenci używali w stosunku do tej szerokiej grupy osób określenia „polska warstwa przywódcza” (niem. die polnische Führungsschicht). W ramach tzw. akcji „Inteligencja” (Intelligenzaktion) prowadzonej między wrześniem 1939 a wiosną 1940 okupanci niemieccy zamordowali co najmniej 100 000 osób. Z tej liczby blisko 50 000 przedstawicieli „polskiej warstwy przywódczej” zamordowano na miejscu, a resztę zesłano do obozów koncentracyjnych, gdzie przeżył tylko znikomy procent. Największe rozmiary akcja eksterminacyjna przybrała na ziemiach wcielonych do Rzeszy.
Mimo intensywnych działań eksterminacyjnych, prowadzonych w ramach akcji „Inteligencja” we wszystkich dystryktach Generalnego Gubernatorstwa, Niemcy już wiosną 1940 roku zorientowali się, że społeczeństwo polskie otrząsnęło się z szoku po klęsce wrześniowej, a ruch oporu intensyfikuje swoją działalność. Rozpoczęcie niemieckiej ofensywy na Zachodzie odwróciło uwagę światowej opinii publicznej od wydarzeń w Polsce, stąd władze okupacyjne postanowiły wykorzystać ten fakt do przeprowadzenia zakrojonej na szeroką skalę akcji terrorystycznej – ponownie wymierzonej w polską inteligencję i elity społeczne. 16 maja 1940 miała miejsce w Krakowie konferencja w sprawie „nadzwyczajnych posunięć koniecznych dla zabezpieczenia spokoju i porządku w Generalnym Gubernatorstwie”, w której udział wzięli m.in.: generalny gubernator Hans Frank, SS-Obergruppenführer Friedrich Wilhelm Krüger (Wyższy Dowódca SS i Policji w Generalnym Gubernatorstwie), SS-Brigadeführer Bruno Streckenbach (dowódca SD i policji bezpieczeństwa w Generalnym Gubernatorstwie), dr Arthur Seyss-Inquart (szef „rządu” Generalnego Gubernatorstwa) oraz Josef Bühler (sekretarz stanu w „rządzie” Generalnego Gubernatorstwa). Frank oświadczył zgromadzonym, że Generalne Gubernatorstwo  stoi w obliczu groźby polskiego powstania, gdyż „tysiące Polaków zorganizowało się w tajnych związkach, są uzbrojeni i gotowi popełniać akty terroru wszelkiego rodzaju w najbardziej buntowniczej formie”. Jeszcze tego samego dnia wydane zostało zarządzenie, w którym Frank „z natychmiastową mocą” zlecił SS-Brigadeführerowi Streckenbachowi przeprowadzenie „nadzwyczajnej akcji pacyfikacyjnej” (niem. Außerordentliche Befriedungsaktion – AB). Podczas kolejnej konferencji, która miała miejsce w dniu 30 maja 1940, Frank stwierdził, że celem akcji AB będzie „przyspieszona likwidacja znajdującej się w naszych rękach większości buntowniczych polityków, głoszących opór i innych osobników politycznie podejrzanych, jak również równoczesne położenie kresu tradycyjnej polskiej przestępczości”. Postanowiono, że aresztowanych nie należy kierować do obozów koncentracyjnych, lecz „likwidować na miejscu w najprostszy sposób”. Streckenbach przewidywał, że zamordowanych zostanie co najmniej 3500 osób uznawanych za „kwiat polskiej inteligencji i ruchu oporu” oraz kilka tysięcy przestępców kryminalnych.
Na terenie Warszawy i dystryktu warszawskiego za realizację Akcji AB miał odpowiadać w pierwszym rzędzie tamtejszy komendant SD i policji bezpieczeństwa (KdS), SS-Standartenführer Josef Meisinger. Akcja AB realizowana była na terenie Warszawy zasadniczo w maju i czerwcu 1940. Jej ścisłą kontynuację stanowiły natomiast działania terrorystyczne prowadzone przez Niemców na przełomie lata i jesieni 1940 (sierpień i wrzesień).
Tymczasem już pod koniec marca 1940 roku, Warszawę i okoliczne miejscowości dotknęła fala masowych aresztowań, których ofiarą padli przede wszystkim działacze polityczni i społeczni, urzędnicy, duchowni, lekarze oraz prawnicy. W raporcie nt. sytuacji wewnętrznej w kraju za marzec 1940 pułkownik Stefan „Grot” Rowecki informował polskie władze w Londynie, że aresztowania „przybrały niebywałe dotychczas rozmiary”. Trafnie rozpoznał przy tym, iż nie były one wyłącznie efektem rozbicia kilku organizacji podziemnych, lecz miały charakter prewencyjno-ostrzegawczy – wymierzony w polską inteligencję . Wśród zatrzymanych znaleźli się m.in. Maciej Rataj (działacz ruchu ludowego, marszałek sejmu w latach 1922-1928), Jan Pohoski (przedwojenny wiceprezydent Warszawy) oraz ksiądz Jan Golędzinowski (proboszcz parafii pw. Chrystusa Króla na warszawskim Targówku). Aresztowania były kontynuowane w następnych tygodniach. 20 kwietnia w lokalu warszawskiej Izby Adwokackiej zatrzymano 42 adwokatów. Z kolei 10 maja aresztowano kilkunastu kierowników warszawskich szkół powszechnych, którzy wbrew zarządzeniom władz niemieckich zwolnili dzieci ze szkół z okazji polskiego święta narodowego w dniu 3 maja. Wraz z rozpoczęciem „nadzwyczajnej akcji pacyfikacyjnej” zwiększyła się również częstotliwość przeprowadzanych w Palmirach egzekucji, a także liczba ich ofiar. Pierwsza masakra przeprowadzona w ramach Akcji AB miała tam miejsce w dniu 14 czerwca 1940. Prawdopodobnie rozstrzelano wówczas około 20 osób. Zamordowany został m.in. dr Karol Drewnowski (historyk) wraz z synem Andrzejem oraz inżynier Wacław Koźniewski.
Największa i najgłośniejsza ze wszystkich egzekucji przeprowadzonych w Palmirach miała jednak miejsce w dniach 20-21 czerwca 1940. Trzema transportami wywieziono wówczas na śmierć 358 więźniów Pawiaka – w tym wielu przedstawicieli polskiej elity politycznej, intelektualnej i kulturalnej. Śmierć ponieśli m.in. Maciej Rataj, Mieczysław Niedziałkowski (działacz socjalistyczny), Jan Pohoski, Halina Jaroszewiczowa (posłanka na Sejm RP i senator), Ludomir Skórewicz (starosta grodzki warszawski), Jan Wajzer (doktor praw, sekretarz generalny Związku Polaków w Wolnym Mieście Gdańsku), Adam Guzikowski (dyrektor Izby Skarbowej w Warszawie), Jan Bełcikowski (założyciel „Biblioteki Złotej Cywilizacji”), Henryk Brun (przemysłowiec, poseł na Sejm RP, prezes Stowarzyszenia Kupców Polskich oraz Naczelnej Rady Zrzeszeń Kupiectwa Polskiego), Aniela Żak (pracownica Wydziału Prasowego MSZ), Stefan Kwiatkowski (wiceprezes Towarzystwa Nauczycieli Szkół Średnich i Wyższych) i Agnieszka Dowbor-Muśnicka (córka gen. Józefa Dowbora-Muśnickiego, członkini Organizacji Wojskowej „Wilki”). Zamordowani zostali także liczni prawnicy (m.in. adwokaci: Władysław Dziewałtowski-Gintowt i Tadeusz Fabiani), urzędnicy, artyści oraz sportowcy (m.in. biegacz Janusz Kusociński). Wśród zamordowanych znalazły się 82 kobiety.
23 lipca 1940 generalny gubernator Frank ogłosił zakończenie Akcji AB. Akcja eksterminacyjna w Palmirach trwała jednak nieprzerwanie. 30 sierpnia rozstrzelano tam blisko 87 osób (z czego pięć kobiet), w tym 63 więźniów Pawiaka. Wśród ofiar znalazła się pewna liczba Polaków, których w maju 1940 aresztowano w podwarszawskich Włochach. Kolejna wielka egzekucja miała miejsce w dniu 17 września 1940. Funkcjonariusze Sicherheitspolizei zamordowali wówczas w Palmirach około 200 więźniów Pawiaka (w tym 20 kobiet). Śmierć ponieśli m.in. adwokaci Tadeusz Panek i Zbigniew Wróblewski, ksiądz Zygmunt Sajna (proboszcz parafii w Górze Kalwarii), Jadwiga Bogdziewicz i Jan Borski (dziennikarze), Eugeniusz Bańkowski i Henryk Rudowski (pracownicy ZUS) oraz Sebastian Chorzewski i Antoni Motz (lekarze). Najmłodsza ofiara tej egzekucji miała 16 lat, a najstarsza – ponad 70. Regina Domańska wiązała tę zbrodnię ze sprawą zdemaskowania konspiracyjnej drukarni przy ulicy Lwowskiej w Warszawie.
Była to ostatnia egzekucja przeprowadzona w Palmirach w 1940 roku, której okoliczności udało się choć częściowo naświetlić. Niemniej, jest pewnym, że w listopadzie i grudniu tego roku miały tam miejsce kolejne zbiorowe mordy. Po wojnie odkryto bowiem w okolicach „polany śmierci” dwa zbiorowe groby, kryjące odpowiednio 74 i 28 zwłok, które najprawdopodobniej pochodziły z zimy przełomu 1940/1941 roku. Ponadto odkryto tam także grób z 24 niezidentyfikowanymi zwłokami, który zapełniono zimą 1939/1940 lub 1940/1941 roku. Brakuje jednak szczegółowych danych na temat tych zbrodni. Regina Domańska podawała, że 4 grudnia 1940 Niemcy rozstrzelali na „polanie śmierci” 27 więźniów Pawiaka. Dr Maria Wardzyńska ocenia natomiast, że zimą 1940 roku zginęło w Palmirach co najmniej 260 więźniów Pawiaka. Wśród zamordowanych znaleźli się m.in.: Jan Laszkiewicz (działacz harcerstwa), Czesław Sadkowski i Roman Żochowski (działacze Obozu Narodowo-Radykalnego) oraz major rezerwy Maksymilian Lewin.

## Ostatnie egzekucje

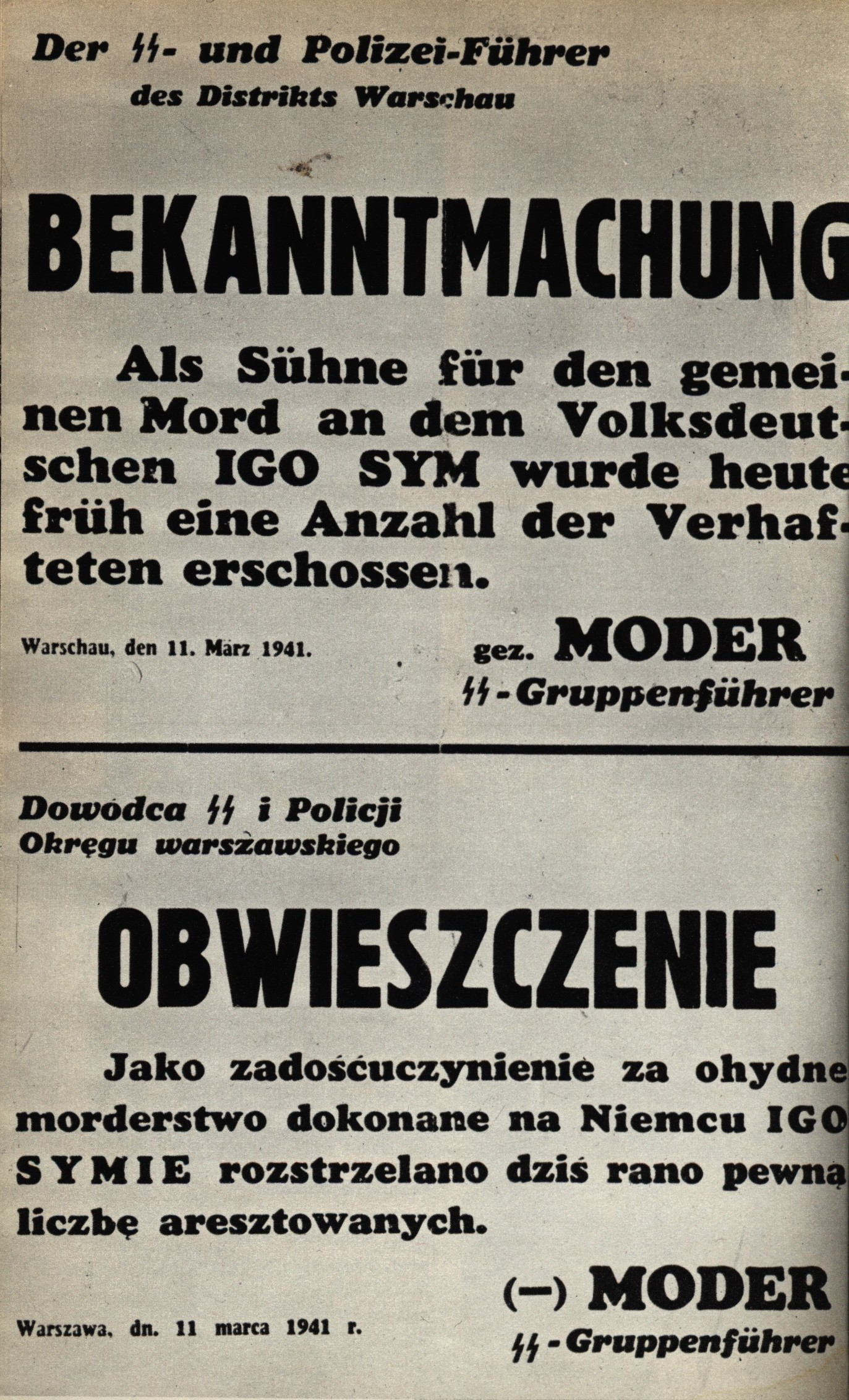
Obwieszczenie SS-Gruppenführera Paula Modera z 11 marca 1941 informujące o straceniu „pewnej liczby aresztowanych” w odwecie za śmierć Igo Syma

Zakończenie Akcji AB nie oznaczało przerwania akcji eksterminacyjnej w Palmirach, gdyż mniej więcej do połowy lipca 1941 roku tamtejsza „polana śmierci” stanowiła główne miejsce straceń polskich więźniów politycznych z Warszawy i okolicznych miejscowości.
7 marca 1941 roku żołnierze ZWZ zastrzelili znanego w stolicy kolaboranta, Igo Syma. W ciągu następnych dwóch dni Niemcy zatrzymali 118 mieszkańców Warszawy. 11 marca w Palmirach odbyła się odwetowa egzekucja, której ofiarą padło 21 więźniów Pawiaka. Wśród zamordowanych znaleźli się profesorowie Uniwersytetu Warszawskiego: Kazimierz Zakrzewski i Stefan Kopeć.
1 kwietnia 1941 rozstrzelano w Palmirach 20 mężczyzn aresztowanych w Łowiczu. Jednym z zamordowanych był wiceburmistrz tego miasta – Adolf Kutkowski. Śmierć poniosło także kilku oficerów i podoficerów stacjonującego tam przed wojną 10. pułku piechoty (m.in. porucznik Marian Kębłowski, porucznik Alfred Subocz i chorąży Zygmunt Łyczkowski).
Kolejna zbiorowa egzekucja w Palmirach miała miejsce w dniu 12 czerwca 1941. Zginęło wówczas 30 więźniów Pawiaka, w tym 14 kobiet. Zamordowani nie byli ze sobą powiązani – aresztowano ich bowiem w różnym czasie i z różnych powodów. Wśród ofiar znaleźli się m.in.: Witold Hulewicz (poeta, były dyrektor programowy rozgłośni wileńskiej Polskiego Radia oraz kierownik tamtejszego teatru „Reduta”), Stanisław Malinowski (adwokat), Stanisław Piasecki (działacz ruchu narodowego, publicysta, krytyk literacki) i Jerzy Szurig (prawnik, publicysta, działacz ruchu syndykalistycznego). Wreszcie 17 lipca 1941 rozstrzelano w Palmirach 47 osób (w tym sześć kobiet) – w większości więźniów Pawiaka. Zamordowani zostali m.in. Zygmunt Dymek (dziennikarz, działacz związkowy), Paweł Piątkowski (lekarz okulista) oraz Jan Bróg (inżynier).
Mord dokonany w dniu 17 lipca 1941 był prawdopodobnie ostatnią z egzekucji przeprowadzonych w Palmirach. Nie można jednak przesądzać tego z całą pewnością, gdyż do dziś nieznane są losy niektórych transportów, które odeszły z Pawiaka, jak również okoliczności śmierci niektórych ofiar, których ciała odnaleziono w mogiłach na „polanie śmierci”. Tym niemniej wszystko wskazuje na to, że właśnie latem 1941 Niemcy zrezygnowali ostatecznie z przeprowadzania egzekucji w tym miejscu. Na decyzję w tej sprawie wpłynął przede wszystkim fakt, że po pewnym czasie dokonywane w Palmirach zbrodnie przestały stanowić jakąkolwiek tajemnicę dla polskiej ludności. Nazwa „Palmiry” zaczęła się pojawiać w prasie konspiracyjnej. Wywiadowi ZWZ udało się nawet zdobyć kilkanaście zdjęć wykonanych przez Niemców w czasie egzekucji, które przekazano następnie do Londynu.

## Po wojnie

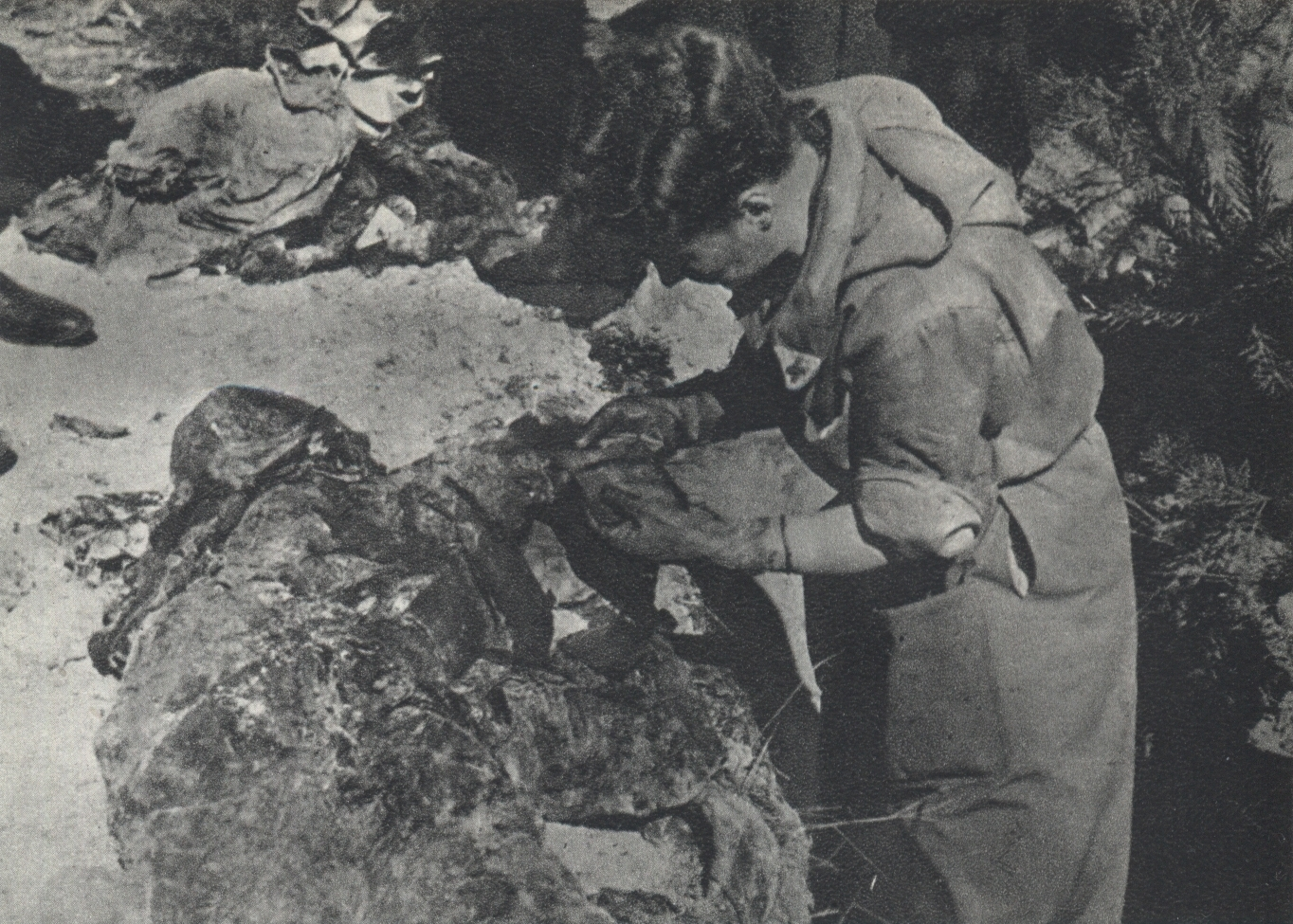
Prace ekshumacyjne w 1946 roku

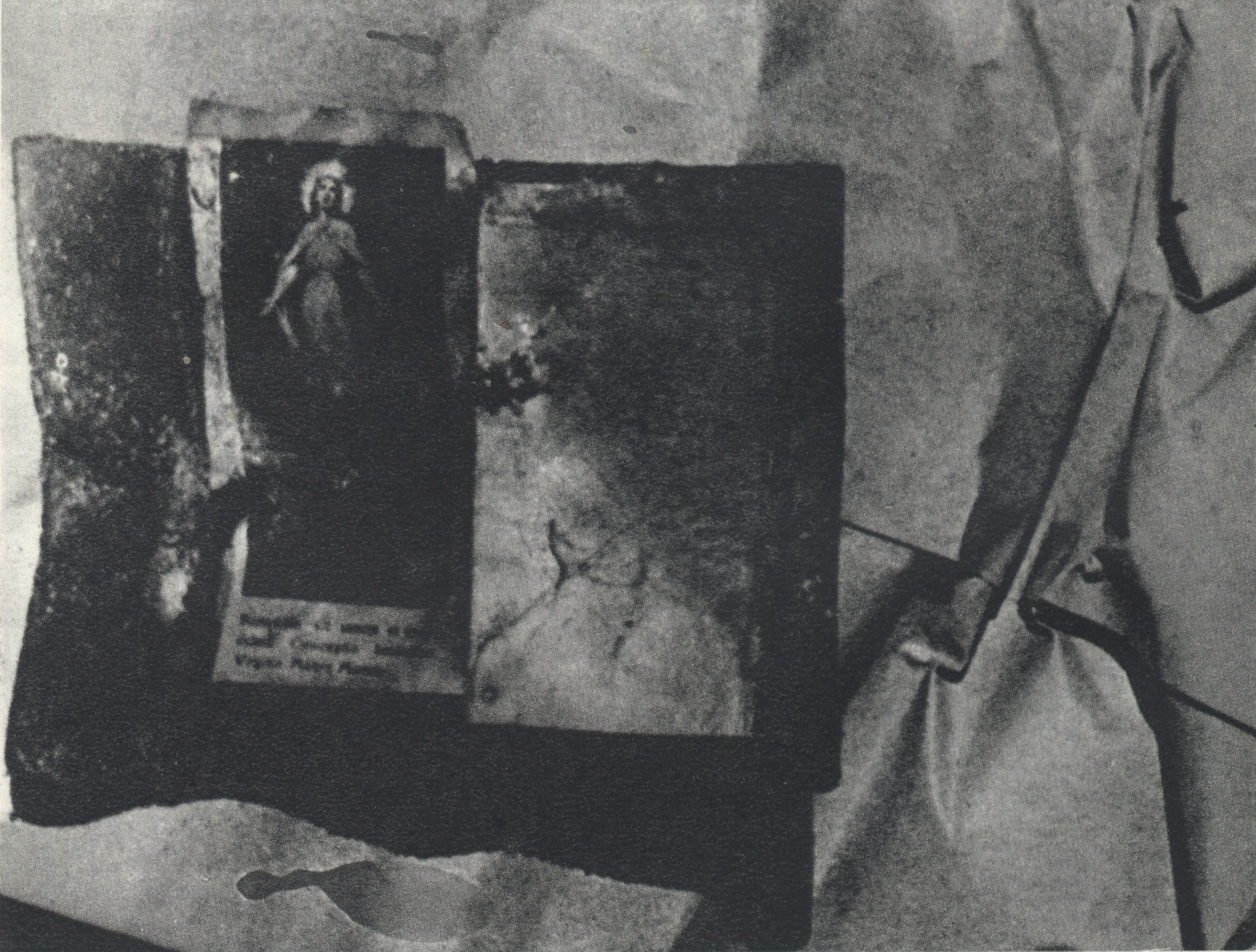
Przedmioty należące do ofiar, odnalezione w czasie ekshumacji

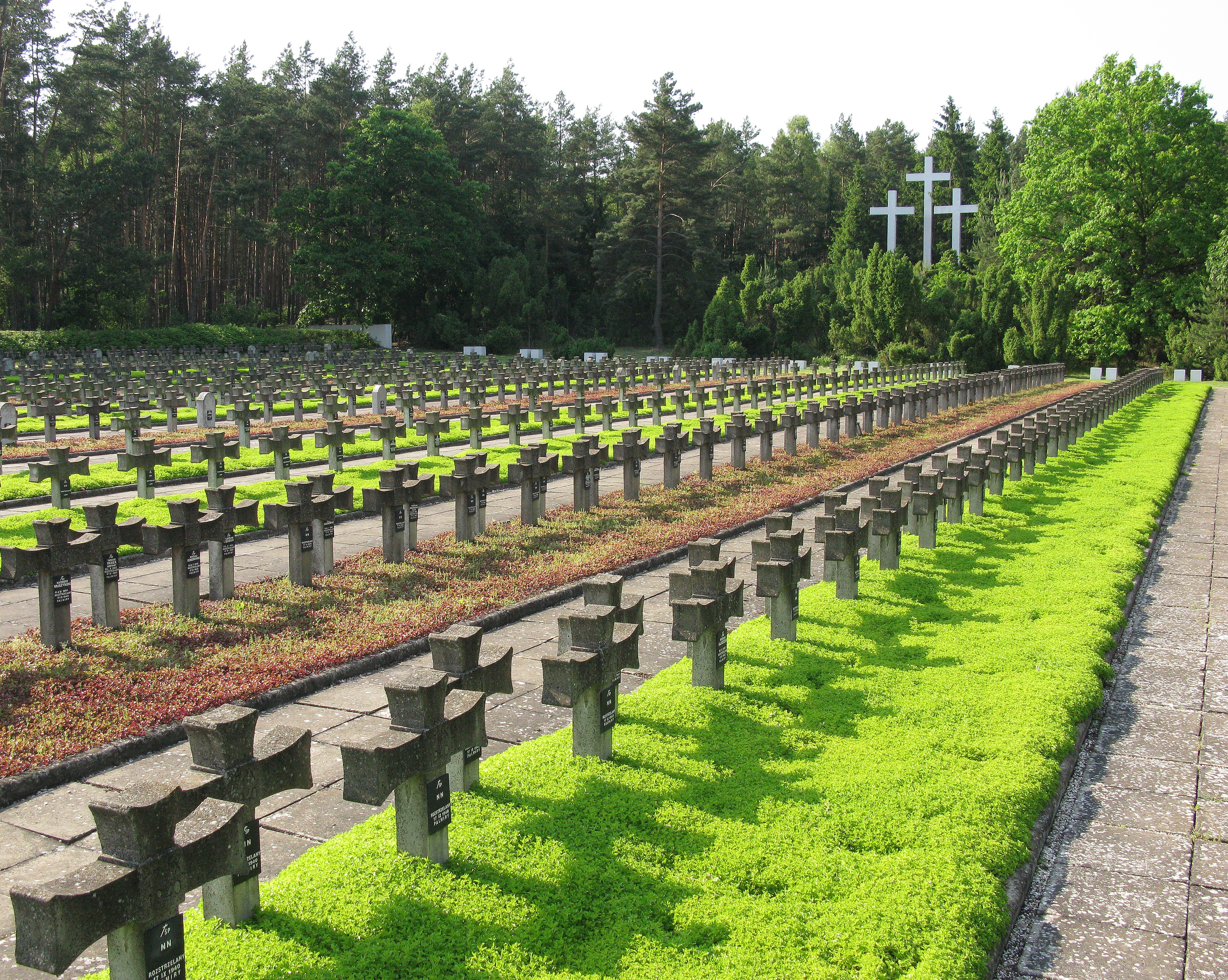
Cmentarz w Palmirach

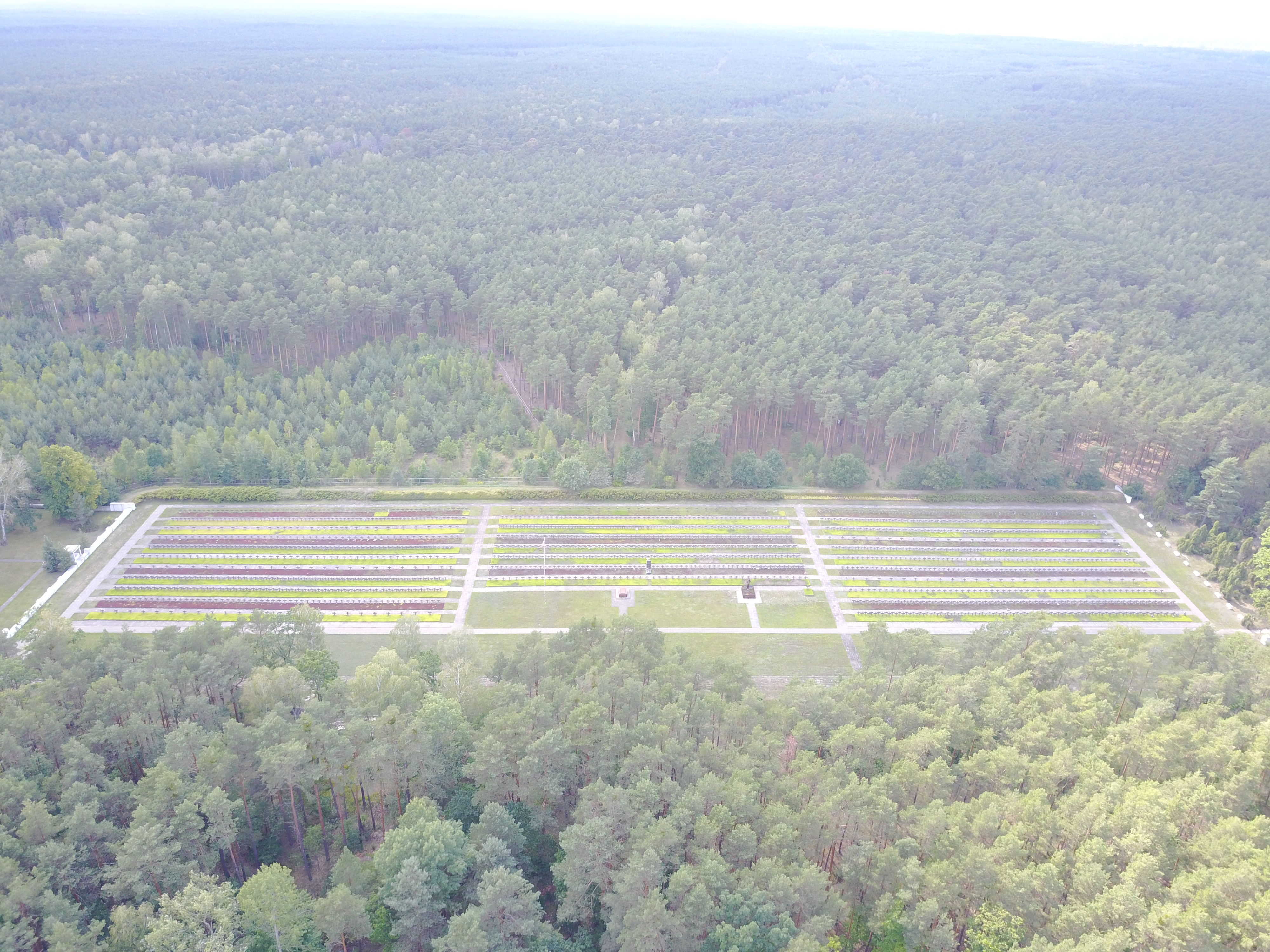
Widok lotniczy cmentarza w Palmirach

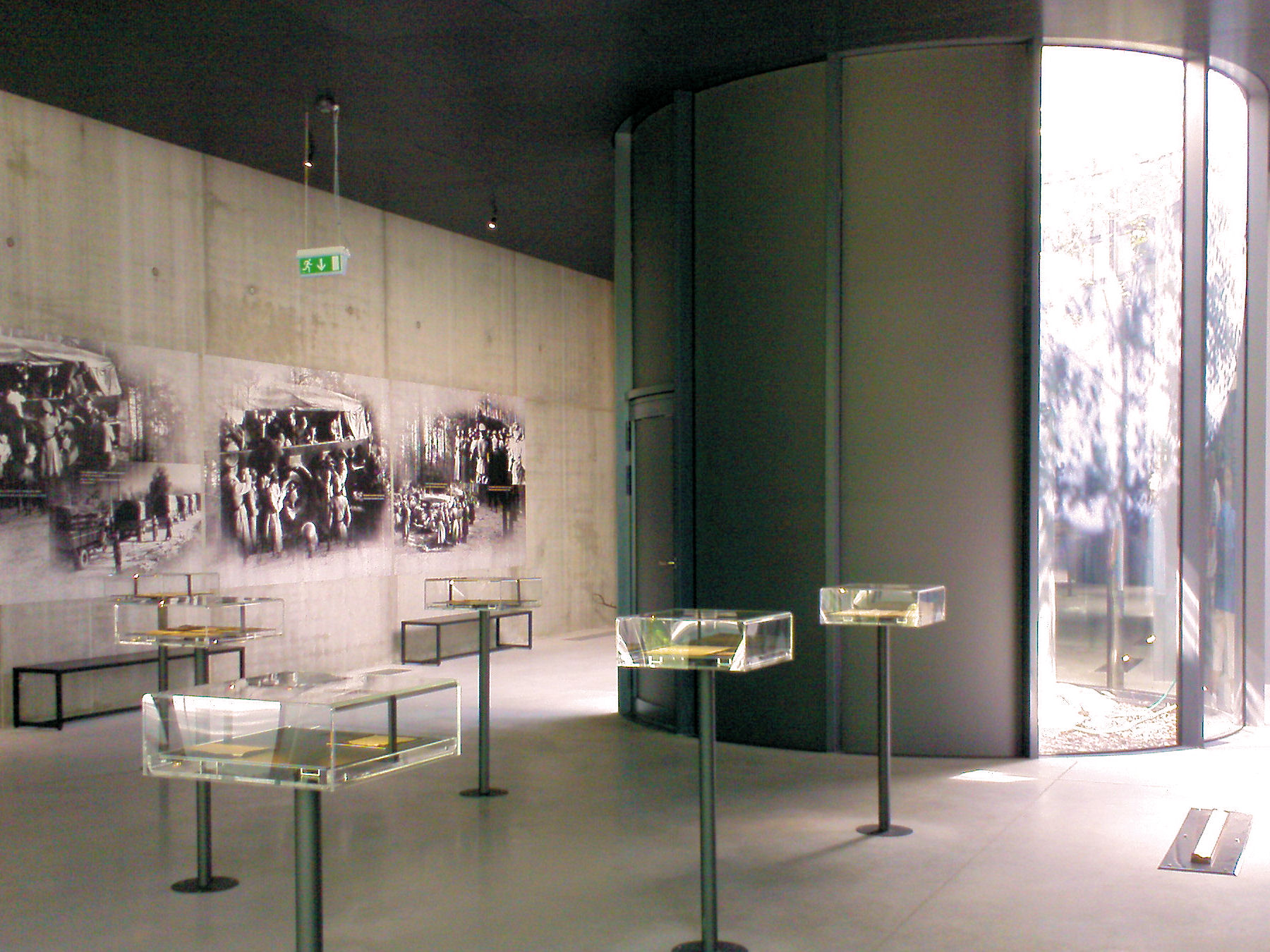
Fragment ekspozycji w Muzeum-Miejscu Pamięci Palmiry

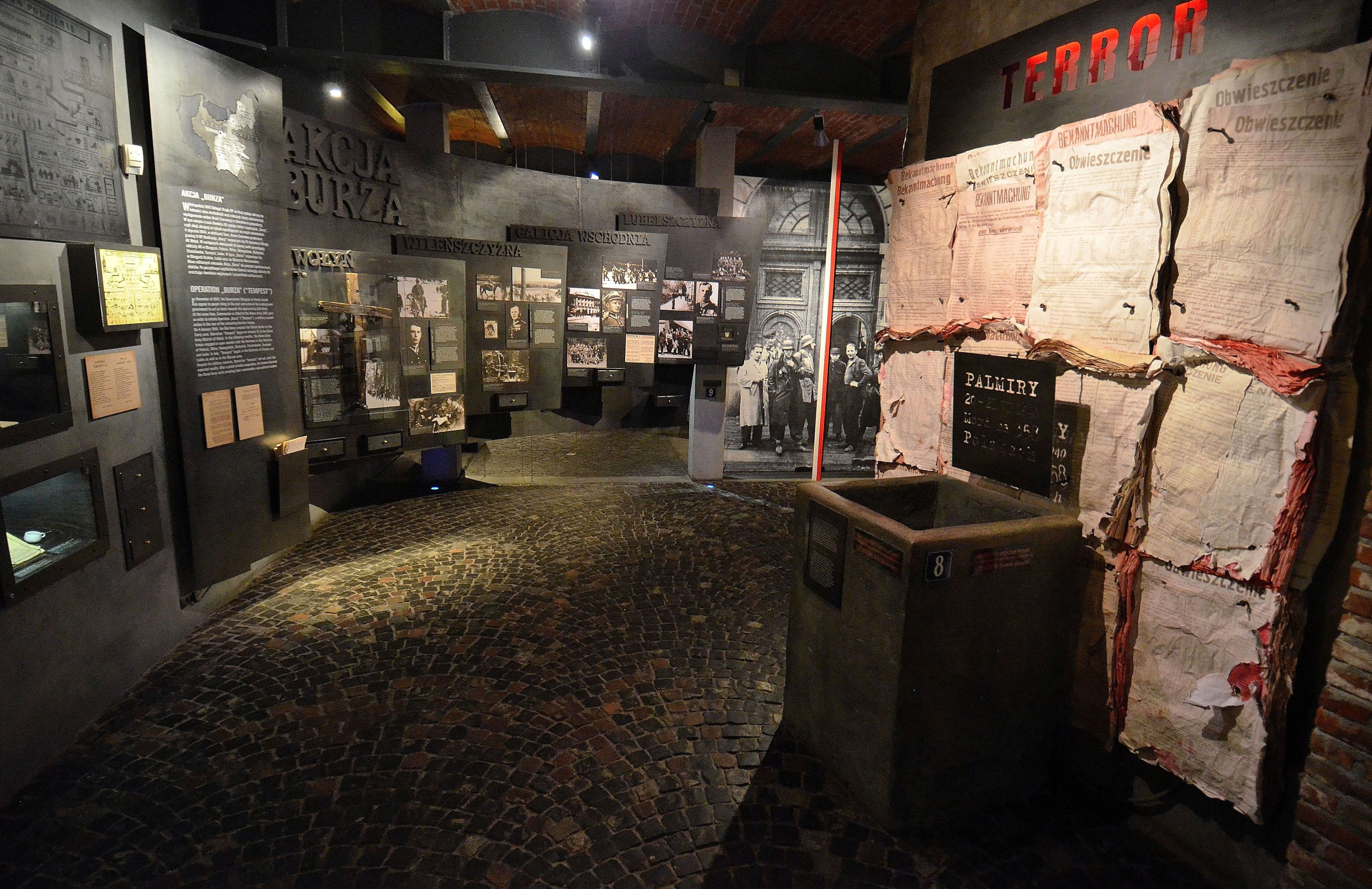
Element ekspozycji poświęcony zbrodni w Palmirach (po prawej) w Muzeum Powstania Warszawskiego

Niedługo po zakończeniu działań wojennych polskie władze przystąpiły do badania śladów zbrodni dokonanej przez Niemców w Palmirach. Jak zaznaczono wcześniej, do odkrycia prawdy o wydarzeniach które miały tam miejsce w latach 1939–1941 walnie przyczyniły się informacje, które z narażeniem życia zgromadzili w trakcie okupacji pracownicy polskiej służby leśnej.
Prace ekshumacyjne były prowadzone w Palmirach przez personel Polskiego Czerwonego Krzyża (w obecności pracowników Głównej Komisji Badania Zbrodni Niemieckich w Polsce) w okresie od 25 listopada do 6 grudnia 1945, a następnie – po przerwie wymuszonej nastaniem zimy – od 28 marca 1946 aż do miesięcy letnich. Pracownikom PCK pomagali ochotniczo starsi uczniowie okolicznych szkół oraz mieszkańcy kampinoskich wsi. Miejsce ekshumacji odwiedził w maju 1946 roku delegat Międzynarodowego Czerwonego Krzyża – dr Emil Bösch. Stwierdził on później w wywiadzie dla polskiej prasy, że „wstrząsające dowody martyrologii Polski, jakich świadkiem był w Palmirach, przekraczają wszystkie jego dotychczasowe wyobrażenia o zbrodniach niemieckich”.
W okolicach „polany śmierci” pracownikom PCK udało się odnaleźć 24 zbiorowe groby, z których wydobyto ponad 1700 ciał ofiar nazistowskiego terroru. Dzięki identyfikacjom dokonywanym przez rodziny lub na podstawie dokumentów i kwitów znalezionych przy zwłokach udało się rozpoznać 576 ciał. Nazwiska kolejnych 480 ofiar ustalono natomiast na podstawie innych źródeł – np. dzięki imiennym listom transportów z Pawiaka (sporządzonym w czasie wojny przez ruch oporu) lub na podstawie zeznań świadków. Tożsamość wielu zamordowanych pozostaje jednak nieznana do dziś. W przypadku dwóch grobów – kryjących kolejno 94 i 132 ciała – niemożliwa była nie tylko identyfikacja większości zwłok, lecz nawet określenie przybliżonej daty egzekucji. Ponadto nie jest wykluczone, że w Palmirach wciąż znajdują się nieodnalezione groby ofiar niemieckiego terroru. Prace ekshumacyjne w latach 1945-1946 były bowiem prowadzone tylko w miejscach oznaczonych lub zapamiętanych przez pracowników polskiej służby leśnej.
W 1948 roku na terenie dawnej „polany śmierci” w Palmirach utworzono Cmentarz-Mauzoleum Martyrologii i Męczeństwa Narodu Polskiego. Pogrzebano tam nie tylko zwłoki Polaków i Żydów zamordowanych w Palmirach, lecz również ofiary niemieckiego terroru, których ciała odnaleziono w innych miejscach straceń w okolicach Warszawy. Część źródeł informuje, iż na cmentarzu w Palmirach pochowano 2115 osób. Władysław Bartoszewski podaje natomiast, że spoczywają tam ciała 2204 ofiar nazistowskiego terroru, z czego:
- 1793 ciała odnalezione na miejscu straceń w Palmirach;
- 115 ciał odnalezionych na miejscu straceń w Laskach;
- 102 ciała odnalezione na miejscu straceń w Lasach Chojnowskich koło Stefanowa;
- 96 ciał odnalezionych na miejscu straceń w Szwedzkich Górach na terenie Bemowa;
- 83 ciała odnalezione na miejscu straceń na wydmach Łuże;
- 15 ciał odnalezionych na miejscu straceń w Wólce Węglowej[71].

W 1973 obok cmentarza otwarto Muzeum Walki i Męczeństwa w Palmirach, które od 1980 roku stanowi oddział Muzeum Warszawy. Od stycznia 2010 placówka nosi nazwę Muzeum-Miejsce Pamięci Palmiry.
13 czerwca 1999 papież Jan Paweł II dokonał w Warszawie beatyfikacji 108 polskich męczenników – ofiar II wojny światowej. W gronie beatyfikowanych znalazł się jeden z duchownych zamordowanych w Palmirach – ksiądz Zygmunt Sajna. Z kolei 17 września 2003 biskup pelpliński Jan Bernard Szlaga otworzył proces beatyfikacyjny kolejnych 122 polskich ofiar hitleryzmu, wśród których znalazł się zamordowany w Palmirach ksiądz Kazimierz Pieniążek CR.

## Ofiary zbrodni w Palmirach

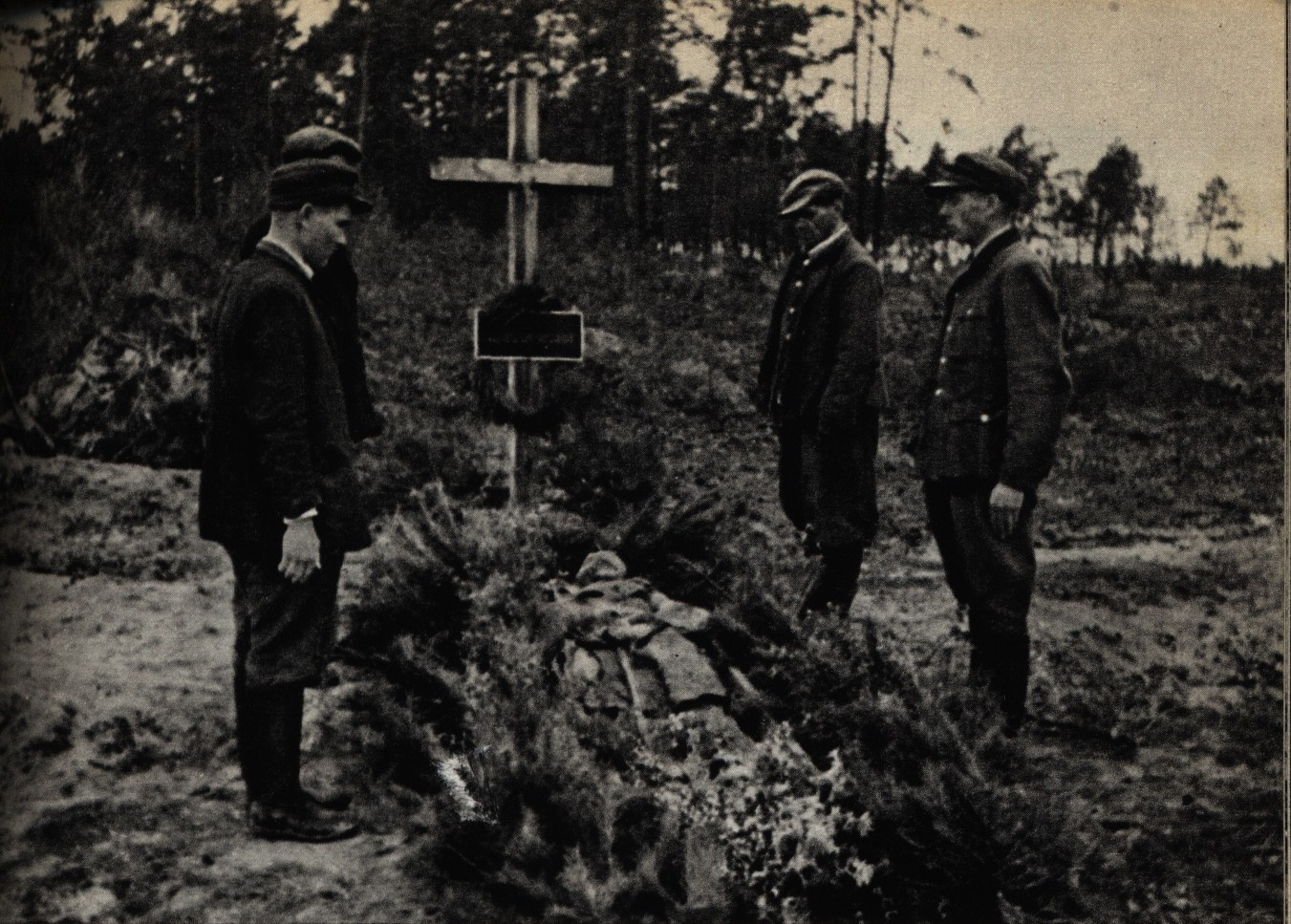
Zwłoki Mieczysława Niedziałkowskiego odnalezione w jednym ze zbiorowych grobów

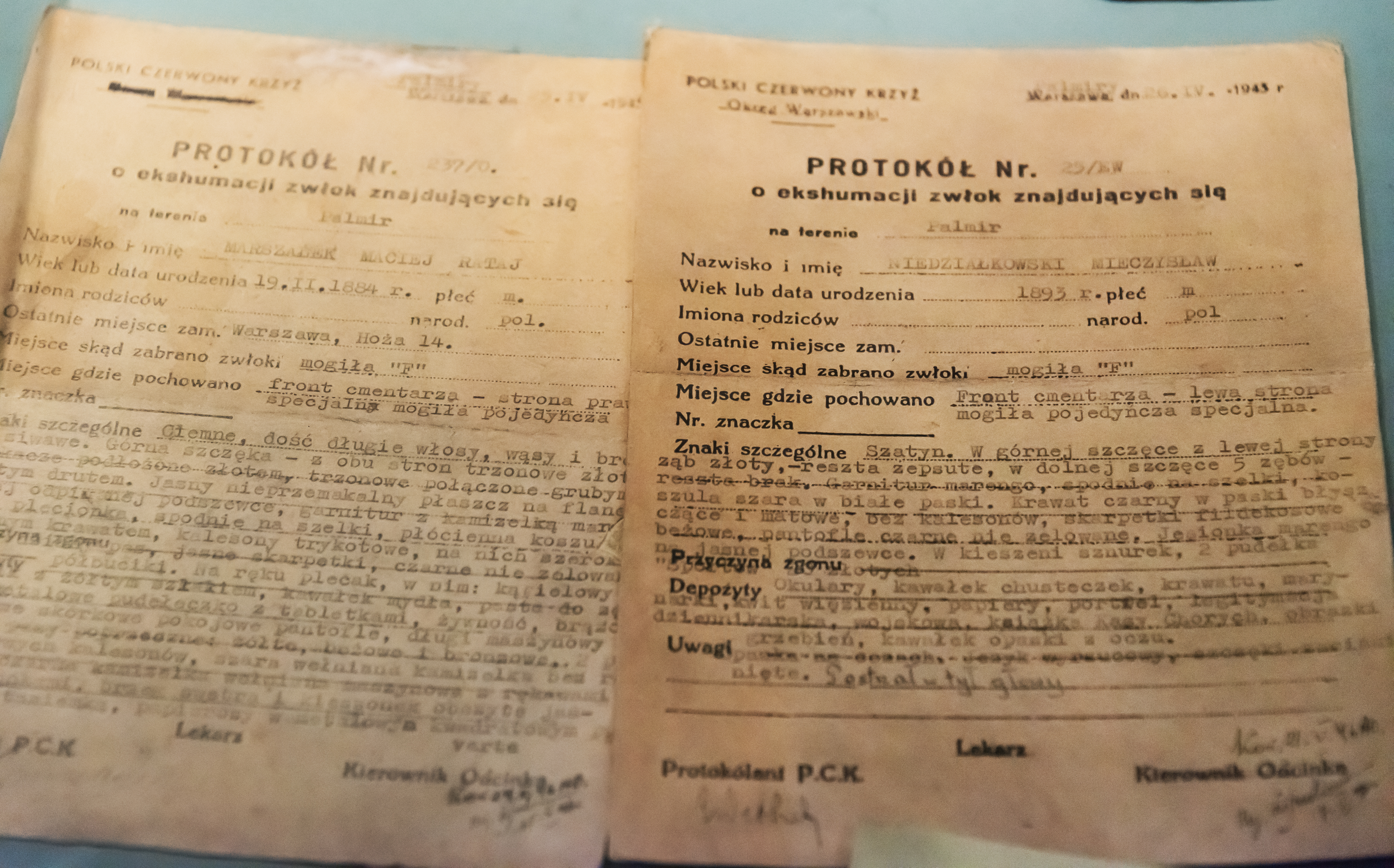
Protokoły PCK o ekshumacji zwłok Mieczysława Niedziałkowskiego i Macieja Rataja na wystawie w Muzeum Więzienia Pawiak

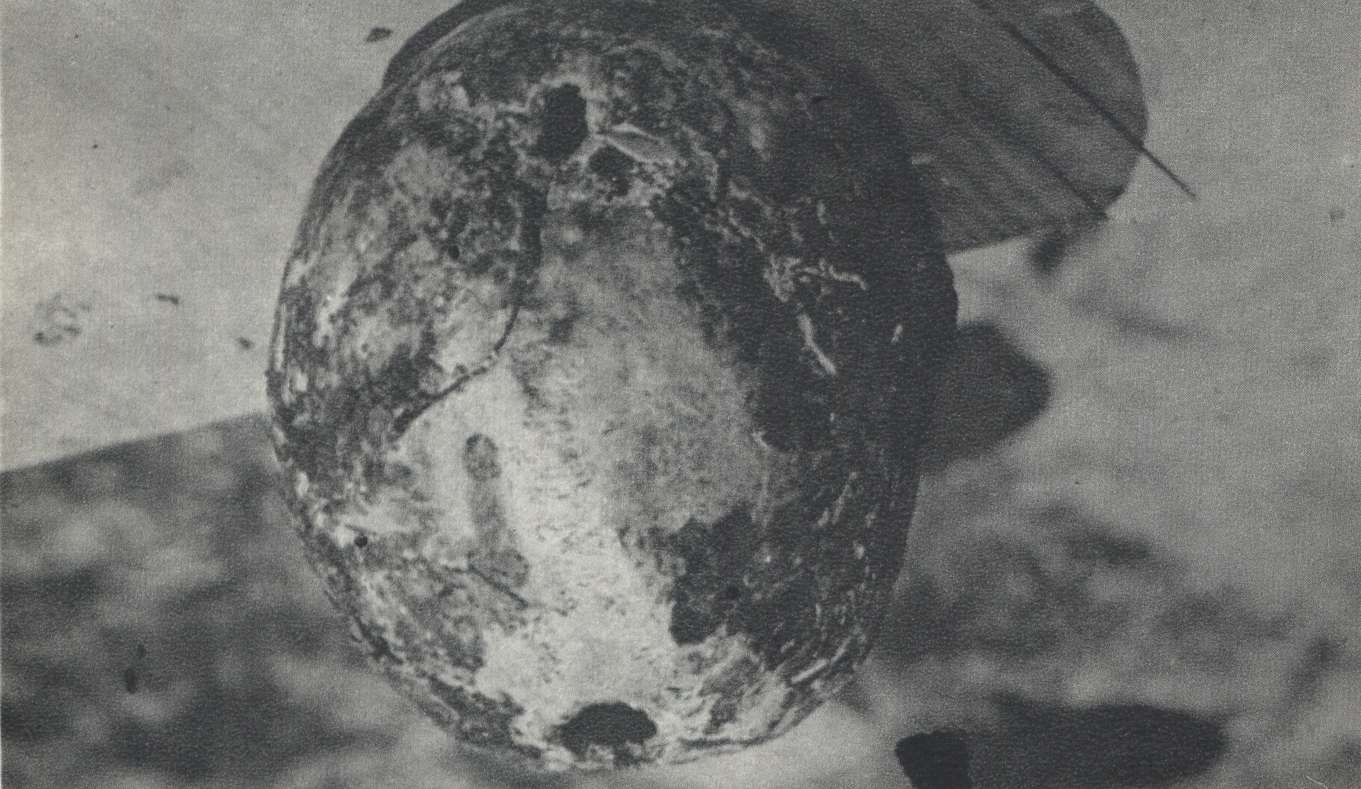
Czaszka odnaleziona w masowej mogile

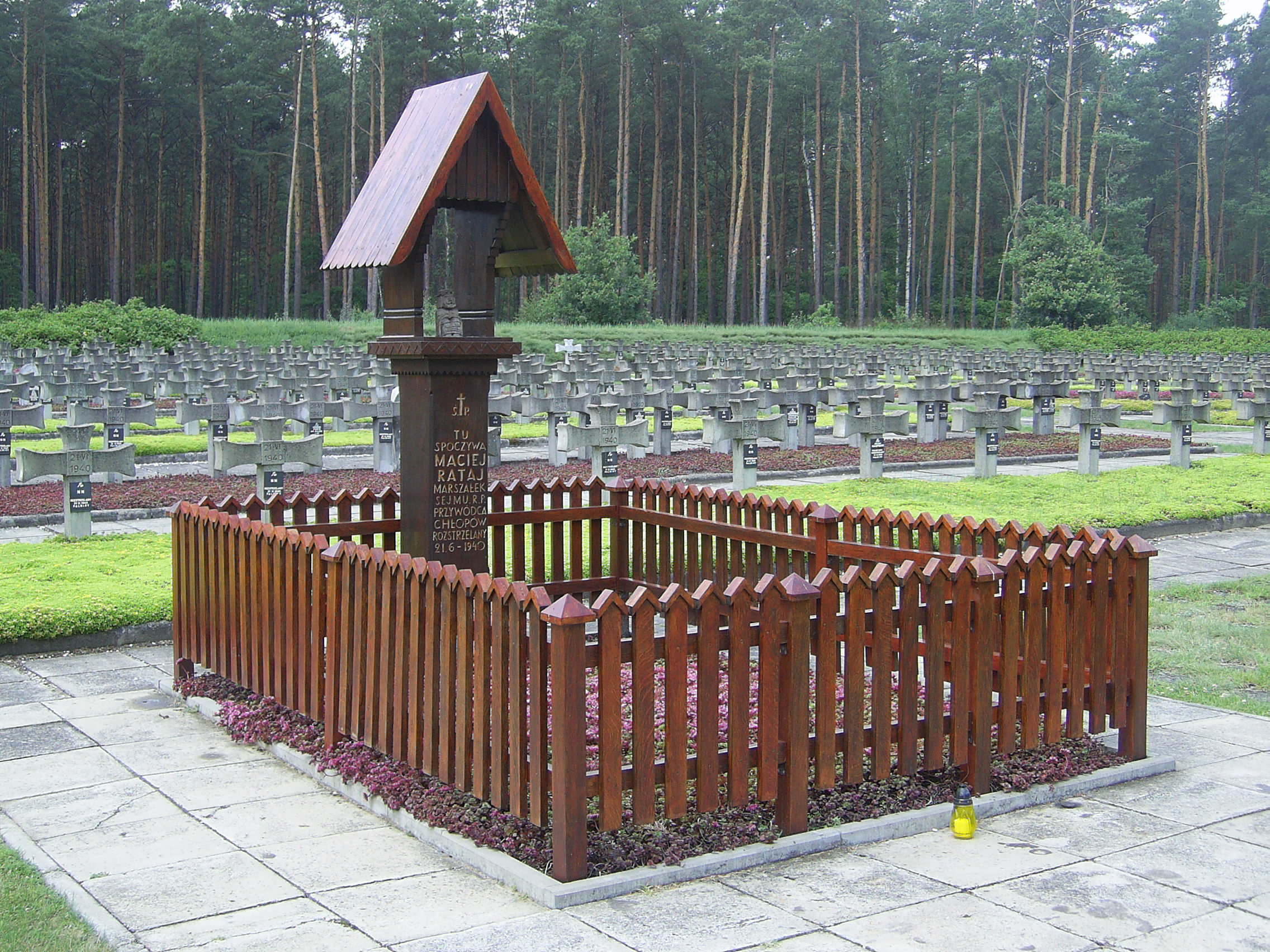
Grób Macieja Rataja

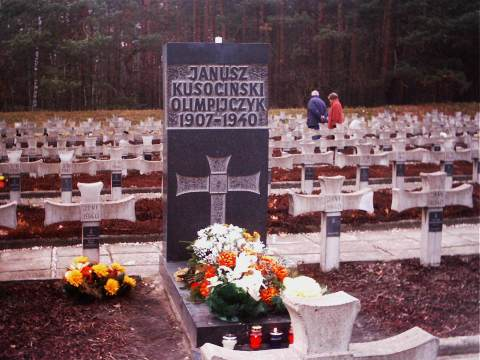
Grób Janusza Kusocińskiego

Między grudniem 1939 a lipcem 1941 na „polanie śmierci” w Palmirach miało miejsce co najmniej 20 egzekucji, w trakcie których okupanci niemieccy zamordowali ponad 1700 Polaków i Żydów – zazwyczaj przywiezionych z warszawskich więzień i aresztów. Wśród zamordowanych znalazło się blisko 170 kobiet (w tym ciężarne). Wiek ofiar wahał się od 14 do 70 lat.
W Palmirach zamordowanych zostało – zwłaszcza w czasie trwania Akcji AB – wielu przedstawicieli polskiej elity politycznej, społecznej, intelektualnej i kulturalnej. Wśród ofiar znaleźli się m.in. liczni:
- Działacze polityczni i społeczni – Maciej Rataj (działacz ruchu ludowego, marszałek Sejmu w latach 1922-1928), Mieczysław Niedziałkowski (działacz socjalistyczny, redaktor naczelny centralnego organu prasowego PPS „Robotnik”), Henryk Brun (przemysłowiec, poseł na Sejm RP, prezes Stowarzyszenia Kupców Polskich oraz Naczelnej Rady Zrzeszeń Kupiectwa Polskiego), Halina Jaroszewiczowa (posłanka na Sejm RP i senator), Jan Wajzner (doktor praw, sekretarz generalny Związku Polaków w Wolnym Mieście Gdańsku), Grzegorz Krzeczkowski (dowódca warszawskiego oddziału „Strzelca”), Jan Laszkiewicz (działacz harcerstwa), Wiktor Łabędzki (lekarz, społecznik, założyciel Towarzystwa Przyjaciół Skierniewic), Józef Michał Mrozowicki (redaktor naczelny „Kuźni Młodych”, sekretarz Zaczynu, komendant główny Legionu Młodych, prezes Legionu Młodzieży Polskiej)[76], Czesław Sadkowski (działacz Obozu Narodowo-Radykalnego), Ignacy Solarz (działacz ruchu ludowego, założyciel Uniwersytetów Ludowych), Andrzej Świetlicki (działacz ONR-Falanga, przywódca kolaboracyjnej Narodowej Organizacji Radykalnej), Leon Stachórski (były komendant główny sanacyjnego „Legionu Młodych”), Jerzy Szurig (działacz ruchu syndykalistycznego, prawnik, publicysta), Józef Włodarczyk (prezes Stronnictwa Ludowego w powiecie łowickim), Stefan Wojnar-Byczyński (poseł na Sejm RP), Roman Żochowski (działacz Obozu Narodowo-Radykalnego);
- Urzędnicy – Ludomir Skórewicz (starosta grodzki warszawski), Tadeusz Henzlich (burmistrz Zakroczymia), Adolf Kutkowski (wiceburmistrz Łowicza), Jan Pohoski (wiceprezydent Warszawy), Adam Guzikowski (dyrektor Izby Skarbowej w Warszawie), Eugeniusz Bańkowski (pracownik ZUS), Antoni Godziszewski (urzędnik z Łowicza), Jerzy Heinrich (pracownik GUS), Adela Langman (urzędniczka Kapituły Krzyża i Medalu Niepodległości), Bohdan Offenberg (wicedyrektor Funduszu Pracy), Mieczysław Markowski (burmistrz Piaseczna), Henryk Rudowski (pracownik ZUS), Jan Szwejda (policjant, prawnik, pracownik urzędu skarbowego), Aniela Żak (pracownica Wydziału Prasowego MSZ);
- Prawnicy – Ludwik Dyzenhaus (adwokat), Władysław Dziewałtowski-Gintowt (adwokat), Tadeusz Fabiani (adwokat), Edmund Grabowski (adwokat), Czesław Jankowski (adwokat), Stanisław Jezierski (adwokat), Józef Krasucki (adwokat), Juliusz Krężel (aplikant adwokacki), Stanisław Malinowski (adwokat), Bogumił Marzec (adwokat), Jerzy Niżałowski (adwokat), Tadeusz Panek (adwokat), Bogusław Pajor (notariusz), Józef Starzewski (adwokat), Arnold Sucharczuk (aplikant sądowy), Wacław Tyrchowski (adwokat), Zbigniew Wróblewski (adwokat, publicysta, naczelnik wydziału w Ministerstwie Pracy i Opieki Społecznej);
- Intelektualiści i uczeni – Jan Bełcikowski (założyciel „Biblioteki Złotej Cywilizacji”), Witold Hulewicz (poeta, były dyrektor programowy rozgłośni Polskiego Radia Wilno i kierownik tamtejszego teatru „Reduta”), Stefan Kopeć (biolog, profesor Uniwersytetu Warszawskiego), Stefan Napierski (poeta, krytyk literacki, wydawca miesięcznika literackiego „Ateneum”), Kazimierz Zakrzewski (historyk, profesor Uniwersytetu Warszawskiego);
- Inżynierowie – Józef Serafin Bardadin, Czesław Belina-Czachowski, Jan Bróg, Ludwik Dębicki, Wanda Janicka (inżynier ogrodnik), Wacław Koźniewski, Franciszek Krzyształowicz, Włodzimierz Krzyżanowski, Stanisław Kucharski, Jadwiga Mroczkówna, Bolesław Myszczyński (architekt), Ignacy Myszczyński (rzeczoznawca patentowy), Zbigniew Olczyk, Jan Prochal, Wacław Skarżyński, Jacek Szwemin (architekt), Andrzej Weissbrod;
- Dziennikarze i publicyści – Tadeusz Bączkowski, Jadwiga Bogdziewiczówna, Jan Maurycy Borski, Zygmunt Dymek, Grzegorz Krzeczkowski, Wojciech Kwasieborski, Tadeusz Lipkowski, Stanisław Piasecki (działacz ruchu narodowego, publicysta, krytyk literacki), Jan Werner;
- Artyści – Stanisław Beer (malarz), Alicja Bełcikowska (pisarka), Jadwiga Fuks (malarka), Tadeusz Grabowski (kompozytor), Helena Łopuszańska (aktorka), Maria Witkowska (malarka);
- Duchowni – ks. prefekt Jan Krawczyk (dr teologii, proboszcz parafii w Wilanowie), ks. Marceli Nowakowski (proboszcz parafii Najświętszego Zbawiciela w Warszawie, poseł na Sejm RP, publicysta), ks. Kazimierz Pieniążek (zakonnik zmartwychwstaniec), ks. Zygmunt Sajna (proboszcz parafii w Górze Kalwarii);
- Nauczyciele – dr Karol Drewnowski (historyk, nauczyciel w gimnazjum im. Adama Mickiewicza w Warszawie, były wizytator w Kuratorium Warszawskim), Stanisław Kalbarczyk (dyrektor szkoły w Pruszkowie), Stefan Kwiatkowski (wiceprezes Towarzystwa Nauczycieli Szkół Średnich i Wyższych), Romuald Lindner (nauczyciel z Rembertowa), Franciszek Pieniak, Jadwiga Przybylska, Eugeniusz Rau, dr Zygmunt Salinger (dyrektor gimnazjum w Warszawie);
- Lekarze i farmaceuci – Henryk Le Brun (lekarz dermatolog), Sebastian Chorzewski (lekarz, uczestnik powstań śląskich, komendant konspiracyjnego Związku Polski Niepodległej), Stanisław Kęsek (lekarz, major WP), Marian Maciński (farmaceuta), Mieczysław Markowski (farmaceuta z Piaseczna, społecznik), Antoni Motz (lekarz), Maksymilian Osiński, Paweł Piątkowski (lekarz okulista), Franciszek Sturm (stomatolog), Adam Zamenhof (okulista);

- Wojskowi – Stanisław Eulagiusz Sobolewski (pułkownik piechoty stanu spoczynku), Mikołaj Stanisławski (ur. 25 stycznia 1893, pułkownik lotnictwa), Teofil Bojanowski (major saperów stanu spoczynku), Maksymilian Lewin (major piechoty rezerwy), Adam Wróblewski (major), Stefan Zieliński (major piechoty stanu spoczynku), Zbigniew Rawicz-Twaróg (kapitan artylerii), Janusz Wójcik (kapitan), Marian Kębłowski (porucznik), Henryk Starczewski (porucznik, inwalida wojenny), Alfred Subocz (porucznik), Witold Romanowski (pilot wojskowy), Agnieszka Dowbor-Muśnicka (Organizacja Wojskowa „Wilki”);

- Sportowcy – Tadeusz Bartodziejski (kolarz), Janusz Kusociński (lekkoatleta), Dawid Przepiórka (szachista), Tomasz Stankiewicz (kolarz), Feliks Żuber (lekkoatleta, wiceprezes klubu sportowego „Warszawianka”).

Zbrodnia w Palmirach stanowi jeden z najbardziej znanych symboli martyrologii inteligencji polskiej w okresie II wojny światowej i często wymieniana jest w jednym rzędzie ze zbrodnią katyńską.

## Odpowiedzialność sprawców
Pełna odpowiedzialność za działania prowadzone przez SS i policję niemiecką w Warszawie w okresie między jesienią 1939 a latem 1941, a więc również za zbrodnię w Palmirach, spada w pierwszym rzędzie na gubernatora dystryktu warszawskiego Ludwiga Fischera oraz ówczesnego Dowódcę SS i Policji w dystrykcie warszawskim – SS-Gruppenführera Paula Modera. 3 marca 1947 roku Fischer został skazany wyrokiem Najwyższego Trybunału Narodowego na karę śmierci. Wyrok wykonano. Moder zginął w 1942 roku na froncie wschodnim.
Szczególną rolę podczas akcji eksterminacyjnej w Palmirach odgrywał jednak podległy im SS-Standartenführer Josef Meisinger, który w okresie od listopada 1939 do marca 1941 pełnił funkcję komendanta niemieckiej policji bezpieczeństwa i służby bezpieczeństwa (KdS) w Warszawie oraz odpowiadał osobiście za realizację Akcji AB na terenie dystryktu warszawskiego. 3 marca 1947 roku Meisinger został skazany wyrokiem Najwyższego Trybunału Narodowego na karę śmierci. Wyrok wykonano.

## Film
Sceny egzekucji dokonywanych przez Niemców w Palmirach zostały przedstawione w filmie Ostatnie okrążenie oraz w serialach wojennych Polskie drogi (odc. 6) i Czas honoru (odc. 1 i 37).
Zbrodni w Palmirach poświęcony jest film dokumentalny „Palmiry. Polski Katyń” (2012) z cyklu „Polska i świat z historią w tle” (odc. 62).